# Liste der Nachtzugverbindungen in Deutschland
Die Liste der Nachtzugverbindungen in Deutschland beinhaltet alle Nachtzüge, die seit 1994 in Deutschland verkehren oder verkehrten.
Nicht berücksichtigt sind die Nachtzüge der ÖBB-Personenverkehr, die im Korridorverkehr über Rosenheim verkehren (Salzburg – Innsbruck), da diese tariflich als innerösterreichischer Verkehr gelten und in Deutschland keinen Verkehrshalt haben.

## Erklärungen
Nachts verkehren bzw. verkehrten die Gattungen CNL, EN, D, NZ, NEX, ICN, DZ und UEx. Auch durchgängig nachts fahrende ICEs sowie ICs werden hier berücksichtigt. Nicht berücksichtigt werden Züge – hierzu gehören in der Regel auch alle nachts verkehrenden Nahverkehrszüge –, deren Zuglauf nicht die ganze Nachtspanne (ca. 23–6 Uhr) umfasst, sondern deren Leistung in diesem Zeitraum beginnt oder endet.
Wenn die komplette Zeitspanne einer angebotenen Verbindung nicht bekannt und nur in einzelnen Jahren belegt ist, so werden Fragezeichen verwendet, beispielsweise:
„? – 2008 – ? – 2010 – ?“
Die Jahresangaben beziehen sich auf die Fahrplanjahre.

## Situation nach 2016
Der Fahrplanwechsel im Dezember 2016 war ein Einschnitt im deutschen Nachtzugverkehr. Die seit fast zwei Jahrzehnten verkehrenden Züge unter dem Namen City Night Line wurden alle wegen Unwirtschaftlichkeit eingestellt. Bereits Ende 2014 hat es bei diesen Nachtzügen schon umfangreichere Streichungen gegeben. An seine Stelle traten schon vor 2016 mehrere nächtliche ICE- und IC-Züge, die jedoch alle nicht über Liege- und Schlafwagen verfügen. Teils gibt es täglich eine Verbindung nachts zwischen den großen Städten in Deutschland, teils wird auch nur in der Nacht von Sonntag auf Montag gefahren.
Einige internationale Nachtzüge blieben aber weiterhin bestehen, beispielsweise der von Paris nach Moskau oder Verbindungen von Berlin oder München nach Budapest.
Ende 2016 übernahmen die ÖBB-Personenverkehr einen Großteil des Nachtverkehrs in Deutschland. Die Züge verkehren unter der Bezeichnung ÖBB Nightjet in der Regel täglich, z. B. zwischen Österreich oder der Schweiz nach Berlin, Hamburg bzw. ins Ruhrgebiet. Auch die Verbindungen von München nach Italien wurden von der ÖBB übernommen. Mit diesen Zügen ist auch teilweise eine Beförderung von Autos und Motorrädern möglich.

## Aktuelle Verbindungen im Fahrplanjahr 2024/2025

### Nightjet(NJ)
Diese Verbindungen sind alle unten bei 5.2.

### EuroNight
Der EuroNight (Kurzbezeichnung: EN, Farbe im deutschen Kursbuch: Blau, in der Schweiz stylisiert ) ist eine Zuggattung für nationale und internationale Nachtreisezüge in Europa.

### EuropeanSleeper
Folgende Reiseziele sind 2025 erreichbar:
- Amsterdam
- Antwerpen
- Berlin
- Bozen
- Brüssel
- Dresden
- Innsbruck
- Prag
- Rotterdam
- Venedig[1]

## Züge ohne Liegemöglichkeit

### ICE
Die nächtlichen ICE verkehren in der Regel zwischen etwas weiter entfernten deutschen Großstädten. Um am Zielort erst in den Morgenstunden anzukommen, wird weitgehend auf die Nutzung von Schnellfahrstrecken verzichtet und auch in kleineren Städten gehalten.

#### ICE Basel – Berlin
Im Fahrplan 2024 verkehrt täglich ein ICE-Zugpaar zwischen Basel und Berlin.
Zugnummer: 100/101 (tgl.)
| Laufweg |
| --- |
| Basel SBB – Freiburg – Offenburg – Karlsruhe – Mannheim – Frankfurt Flughafen – (SFS Köln-Rhein/Main) – Köln – Düsseldorf – Duisburg – Essen – Bochum – Hamm – Gütersloh – Bielefeld – Minden – Hannover – Braunschweig – Magdeburg – Potsdam – Berlin Ostbahnhof |

#### ICE Kiel – München
Zwischen München und Kiel verkehrt nachts ein Zugpaar. Seit Juni 2016 endet dieses in nordwestlicher Richtung montags bis freitags in Oberhausen statt Dortmund, sonntags verkehrt dieses zwischen Köln und Dortmund über Wuppertal. Ab dem Fahrplanjahr 2021 endet der Zug in nordwestliche Richtung bereits in Essen. Mit dem Fahrplanjahr 2022 erfolgte die Verlängerung nach Kiel
Zugnummer: 618/619
Seit 2022 fährt er wie folgt:
| Laufweg |
| --- |
| Kiel – Hamburg – Bremen – Osnabrück – Münster – Dortmund – Bochum – Essen – Duisburg – Düsseldorf – Köln – Siegburg/Bonn – (SFS Köln-Rhein/Main) – Frankfurt Flughafen – Frankfurt – Mannheim – Heidelberg – Stuttgart – Ulm – Augsburg – München |

2011 und 2012 wurde täglich wie folgt gefahren:
| Laufweg |
| --- |
| Dortmund – Hagen – Wuppertal – Solingen – Köln – Köln/Bonn Flughafen – Siegburg/Bonn – Montabaur – Limburg Süd – Frankfurt Flughafen (nur Ausstieg) – Frankfurt – Frankfurt Flughafen (nur Einstieg) – Mannheim – Heidelberg – Bruchsal – Vaihingen – Ludwigsburg – Stuttgart – Ulm – Günzburg – Augsburg – München-Pasing – München |

#### ICE München – Berlin
Seit 2018 fährt an einigen Tagen nachts ein ICE von München über Frankfurt nach Berlin. 2024 verkehrt der Zug täglich.
Zugnummer: 698/699
| Laufweg |
| --- |
| München – Augsburg – Ulm – Stuttgart – Heidelberg – Mannheim – Frankfurt Flughafen – Frankfurt – Erfurt – Halle (Ri. Berlin) – Leipzig (Ri. München) – Berlin |

Seit dem Fahrplanwechsel am 15. Dezember 2019 entfallen die Züge ICE 992 (München-Berlin)/993 (Hamburg-Berlin-München) und werden durch ICE 698/699 mit der Baureihe 412 (ICE 4, zwölfteilig) ersetzt. Der Zug fuhr 2019 in den Nächten Fr/Sa und So/Mo ganzjährig, in der Sommersaison täglich.
| Laufweg (bis 2019) |
| --- |
| München – Augsburg – Günzburg – Ulm – Stuttgart – Mannheim – Frankfurt Flughafen – Frankfurt – Eisenach – Gotha – Erfurt – Weimar – Naumburg – Halle – Bitterfeld – Berlin Südkreuz – Berlin                                                                                 |
| Hamburg-Altona – Hamburg-Dammtor – Hamburg – Berlin-Spandau – Berlin – Berlin Südkreuz – Luth. Wittenberg – Bitterfeld – Leipzig – Erfurt – Gotha – Eisenach – Frankfurt – Frankfurt Flughafen – Mannheim – Stuttgart – Ulm – Günzburg – Augsburg – München-Pasing – München |

#### ICE Hamburg– Frankfurt
Seit 2007 gibt es täglich ein nächtliches Intercity-Zugpaar (IC 2020/2021) zwischen Frankfurt am Main und Hamburg. Düsseldorf Flughafen und Mülheim wurden nur in manchen Jahren bedient.
Zugnummer: 920/921
| Laufweg |
| --- |
| Frankfurt – Frankfurt Flughafen – Mainz – Koblenz – Bonn – Köln – Düsseldorf – Duisburg – Essen – Bochum – Dortmund – Hamm – Münster – Osnabrück – Bremen – Hamburg |

Von 2003 bis 2007 begannen die Züge ihre Fahrt bereits in Nürnberg, am Wochenende auch schon in Passau.
| Laufweg |
| --- |
| Passau – Plattling – Straubing – Regensburg – Nürnberg – Würzburg – Aschaffenburg – Hanau – Offenbach – Frankfurt – |

#### ICE München – Hamburg
Diese Zugpaar verbindet täglich in der Nacht München und Hamburg. Aktuell wird bis Hamburg-Altona gefahren, wie in einigen anderen Jahren zuvor auch schon.
| Laufweg                                                                     |
| --------------------------------------------------------------------------- |
| München – Ingolstadt – Nürnberg – Würzburg – Göttingen – Hannover – Hamburg |

Ehemalig fuhr der ICE 990 (ICE1) Sonntag abends um 20:45 Uhr von München Hauptbahnhof über Ulm, Stuttgart, Frankfurt und Hannover bis zum Hamburger Hauptbahnhof, welchen er gegen 6:00 Uhr morgens erreichte. Dieser ICE verkehrte ab Fulda einen Abschnitt nicht über die Schnellfahrstrecke nach Hannover, sondern zunächst über Bad Hersfeld und erst ab Göttingen wieder auf der Hochgeschwindigkeitstrasse. An den anderen Wochentagen endet dieser in Frankfurt. Diese Verbindung besteht seit 2005.
| Ehemaliger Laufweg |
| --- |
| München – München-Pasing – Augsburg – Günzburg – Ulm – Stuttgart – Mannheim – Frankfurt Flughafen – Frankfurt – Hanau – Fulda – Bad Hersfeld – Göttingen – Hannover – Lüneburg – Hamburg-Harburg – Hamburg – Hamburg-Dammtor – Hamburg-Altona |

### IC
Die nächtlichen Intercity haben die gleiche Funktion wie die ICEs.

#### IC Rostock – Wien
Seit März 2020 verkehrt ein Nacht-Intercity zwischen Berlin und Wien, außer Samstag fährt dieser ab Rostock. Zwischen März 2020 und Dezember 2023 begann dieser in Warnemünde. Die Triebzüge der IC-Linie 17 des Typs Stadler KISS werden in Wien gewartet, daher wird jede Nacht ein Zugpaar im Fahrgastbetrieb überführt.
Zugnummer: 494/495 tgl.
| Laufweg |
| --- |
| Rostock – Waren (Müritz) – Neustrelitz Hbf – Oranienburg – Berlin – Leipzig – Halle (Saale) – Naumburg (Saale) – Jena – Bamberg – Nürnberg – Regensburg – Passau – Linz – St. Pölten – Wien Hbf |

#### IC Stuttgart – Wien
Ein Nacht-Intercity verkehrt täglich zwischen Stuttgart und Wien.
Die Triebzüge der IC-Linie 87 des Typs Stadler KISS werden in Wien gewartet, daher wird jede Nacht ein Zugpaar im Fahrgastbetrieb überführt.
Zugnummer: 460/461 tgl.
| Laufweg                                                                        |
| ------------------------------------------------------------------------------ |
| Stuttgart – Ulm – Augsburg – München – Salzburg – Linz – St. Pölten – Wien Hbf |

#### IC Hamburg – Kopenhagen
Im Fahrplanabschnitt 2020/21 verkehrte ein IC-Zugpaar (398/399) der Dänischen Staatsbahnen zwischen Hamburg Hauptbahnhof und Kopenhagen Flughafen über Kiel an bestimmten Verkehrstagen. Wegen der langjährigen Sperrung der Lindaunisbrücke ist dieser Laufweg nicht mehr möglich.
Zugnummer: 1194/1195 tgl. in der Saison
| Laufweg                                                                                 |
| --------------------------------------------------------------------------------------- |
| Hamburg – Kiel – Flensburg – Kolding – Odense – Nyborg – Korsør – Ringsted – Kopenhagen |

### IC & EC Linien als Kurswagen
Auf einzelnen Nightjet und EuroNight Verbindungen werden die Sitzwagen unter IC bzw. EC Zugnummern geführt.

#### IC Berlin – Zürich
Seit 2023 verkehrt IC 60408/60409 täglich gemeinsam mit NJ 408/409 zwischen Berlin und Zürich über Leipzig. Im Abschnitt Leipzig – Zürich verkehrt der Zug gemeinsam mit dem EC und EuroNight Prag – Zürich. Vorher wurde diese Verbindung bereits über Göttingen gemeinsam mit dem Nightjet Hamburg – Zürich geführt.
| Laufweg |
| --- |
| Berlin – Halle (Saale) – Leipzig – Erfurt – Frankfurt – Mannheim – Karlsruhe – Offenburg – Freiburg – Basel SBB – Zürich |

#### EC Prag – Zürich
Seit 2023 verkehrt EC 458/459 täglich gemeinsam mit EN 40458/40459 zwischen Prag und Zürich über Leipzig. Im Abschnitt Leipzig – Zürich verkehrt der Zug gemeinsam mit dem NJ und IC Berlin – Zürich.
| Laufweg |
| --- |
| Prag – Dresden – Leipzig – Erfurt – Frankfurt – Mannheim – Karlsruhe – Offenburg – Freiburg – Basel SBB – Zürich |

#### IC Amsterdam – Zürich
IC 60403/60402 verkehrt täglich gemeinsam mit NJ 403/402 zwischen Amsterdam und Zürich.
| Laufweg |
| --- |
| Amsterdam – Utrecht – Arnhem – Duisburg – Düsseldorf – Köln – Bonn – Koblenz – Mainz – Frankfurt Flughafen – Frankfurt – Mannheim – Karlsruhe – Offenburg – Freiburg – Basel – Zürich |

#### IC Hamburg – Zürich
IC 60401/600400 verkehrt täglich gemeinsam mit NJ 471/470 zwischen Hamburg und Zürich. Dieser Zug wurde bis 2022 in Göttingen mit dem Zugteil Berlin – Zürich vereinigt. Dieses Zugteilpaar trug die Nummern 60470/60471.
| Laufweg | Laufweg |
| --- | ------- |
| Hamburg – Bremen – Hannover – Göttingen – Frankfurt – Heidelberg – Karlsruhe – Offenburg – Freiburg – Basel – Zürich |         |

#### IC München – Warschau
Seit 2024 verkehrt IC 60406/60407 täglich gemeinsam mit EN 406/407 zwischen München und Warschau über Wien.
| Laufweg                                              | Laufweg |
| ---------------------------------------------------- | ------- |
| München – Salzburg – Linz – Wien – Krakau – Warschau |         |

## Züge mit Liegemöglichkeit

### EuroNight
Diese Züge stellen klassische Nachtzüge mit Sitz-, Liege- und Schlafwagen dar.

Seit mehreren Jahren bestehen mit den Euronights Verbindungen nach Frankreich, Russland, Belarus, Polen, Ungarn, Slowakei, Kroatien und Tschechien. Oft werden diese Züge gar nicht von der Deutschen Bahn betrieben.

Die Euronights unter dem Namen ÖBB Nightjet kamen erst im Dezember 2016 als Ersatz für die weggefallenen City Night Lines. Man veränderte aber leicht die Laufwege.

#### EN Kálmán Imre
In München startet der EN nach Budapest mit dem Zugteil nach Zagreb. In Salzburg wird der Zug geflügelt. Jede Nacht wird diese Verbindung angeboten. Durch den Fahrplanwechsel im Dezember 2022 startet diese Verbindung bereits in Stuttgart und lässt den Münchner Hauptbahnhof aus.
Zugnummer: 268/269 (bis 2008) | 462/463 (ab 2009) | 50237/50462 (ab 2022)
| Laufweg |
| --- |
| Stuttgart – Göppingen – Ulm – Augsburg – München Ost – Rosenheim – Salzburg – Linz – St. Pölten – Wien Meidling – Wien – Hegyeshalom – Mosonmagyaróvár – Tatabánya – Kelenföld – Budapest-Keleti |

Bis 2000 existierte der Schnellzug Kálmán Imre. Von 1997 bis 2000 fuhr dieser noch nach Fonyód weiter.
| Laufweg           |
| ----------------- |
| – Siófok – Fonyód |

2001 wurde der Zug in einen Euronight umgewandelt und wird seit 2004 wieder als solcher angeboten. Seit 2001 endet er auch wieder in Budapest.
? – 2010 – ? wurden Kurswagen nach Bukarest mitgeführt, die Budapest einem anderen Zug angegliedert wurden.
| Laufweg                                       |
| --------------------------------------------- |
| – Lőkösháza – Curtici – Arad – București Nord |

#### EN Lisinski
In München startet der EN nach Zagreb mit dem nach Budapest. In Salzburg wird der Zug geflügelt. Jede Nacht wird diese Verbindung angeboten. Bereits von 1995 bis 2010 existierte diese Verbindung als Schnellzug. 2012 wurde sie wieder angeboten, aber verkehrt als EN. Durch den Fahrplanwechsel im Dezember 2022 startet bzw. endet diese Verbindung bereits in Stuttgart und lässt seitdem den Münchner Hauptbahnhof aus. Bis dahin startete dieser Zug in München Hbf.
Zugnummer: 296/297 (1995 – 2008) | 498/499 (seit 2009) | 1198/1199 (2012 – 2014) | 40237/414 (ab 2022)
| Laufweg |
| --- |
| Stuttgart – Göppingen – Ulm – Augsburg – München Ost – Rosenheim – Salzburg – Villach – Jesenice – Lesce-Bled – Kranj – Ljubljana – Zidani Most – Sevnica – Dobova – Zagreb |

Es bestehen aktuell auch Kurswagen nach Rijeka und tragen den Namen Opatija. ? – 2010 – ? gab es welche nach Beograd.
Zugnummer: 480/60463
| Laufweg                                                                                 |
| --------------------------------------------------------------------------------------- |
| – Borovnica – Postojna – Pivka – Illirska Bistrica – Sapjane – Opatija Matulji – Rijeka |
| – Zagreb – Vinkovci – Tovarnik – Sid – Beograd                                          |

#### EN Metropol
Nach nur einem Jahr seit der Einstellung der Verbindung Budapest–Berlin wurde der Betrieb am 9. Dezember 2018 wieder aufgenommen, nun jedoch auf einem in Teilen neuen Laufweg.
Zugnummer: 40476/40457
| Laufweg |
| --- |
| Budapest-Keleti – Vác – Štúrovo – Nové Zámky – Bratislava hl. st. – Kúty – Břeclav – Ostrava hl. n. – Bohumín – Chalupki – Racibórz – Opole Gł. –Brzeg – Wrocław Gł. – Legnica – Lubin Gorniczy – Głogów – Zielona Góra – Rzepin – Frankfurt (Oder) – Berlin Ostbahnhof – Berlin Hauptbahnhof – Berlin-Charlottenburg |

#### EN Berlin – Krakau – Przemyśl
2019 wurde der Nachtzugbetrieb auf der Strecke Berlin – Racibórz – Katowice – Krakau – Przemyśl aufgenommen. Die drei Kurswagen (zwei Sitzwagen und ein Schlafwagen)
werden zwischen Berlin und Racibórz gemeinsam mit dem NJ 457 nach Wien und dem EN 40457 nach Budapest geführt. In der Nacht werden sie in Katowice mit dem IC 83192 Przemyślanin aus Świnoujście nach Przemyśl vereinigt.

Die existierende Verbindung wurde 2019 auf den Webseiten der Deutschen Bahn nicht angezeigt. Buchung auf den Webseiten der polnischen Bahn intercity.pl war möglich, aber die Zugverbindung war zeitweilig schwer auffindbar, weil nicht Berlin Hbf, sondern Berlin Gesundbrunnen und Berlin Lichtenberg angefahren wurden und als Ausgangsbahnhof eingegeben werden mussten.
Zugnummer: 50456/50457
| Laufweg |
| --- |
| Berlin-Charlottenburg – Berlin – Berlin Ostbahnhof – Frankfurt (Oder) – Rzepin – Zielona Góra – Głogów – Lubin Gorniczy – Legnica – Wrocław Główny – Oława – Brzeg – Opole Główne – Lubliniec – Gliwice – Katowice – Sosnowiec – Jaworzno – Trzebinia – Krzeszowice – Kraków – Bochnia – Brzesko – Tarnow – Dębica – Ropczyce – Sędziszów Małopolski – Rzeszów Zachodni – Rzeszów – Łańcut – Przeworsk – Jarosław – Radymno – Przemyśl Zasanie – Przemyśl Główny |

#### EN München – Wien – Warschau
Im Winterfahrplan 2024 wurde beginnend zum Dezember 2023 der EN 406/407 aufgenommen. Dieser wird von der polnischen PKP Intercity in Kooperation mit ÖBB Nightjet betrieben. Er entstand aus der Veränderung des Laufwegs des EN 40456/407 welcher nun anstatt von Graz in München beginnt.
| Laufweg |
| --- |
| München Hbf – München Ost – Salzburg Hbf – Attnang-Puchheim – Linz/Donau Hbf – St.Pölten Hbf – Wien Hbf – Breclav –Ostrava hl.n. – Bohumin – Zebrzydowice – Czechowice-Dziedzice – Oswiecim – Kraków – Miechow – Wloszczowa Polnoc – Opoczno Poludniowe – Warszawa Gdanska–Warschau Wschodnia |

#### EN Strizh
Zweimal wöchentlich verbindet ein Nachtzug der Russischen Staatsbahn mit Talgo-Wagen, genannt Strizh (Mauersegler).
Der Zug verkehrt von Berlin Hauptbahnhof nach Moskau zum Belarussischen Bahnhof und zurück über eine Distanz von 1886 Kilometer (1919 Kilometer laut Zugaushang). 2018 dauerte die Fahrt 22 Stunden und 36 Minuten, im Sommerfahrplan 2019 von Moskau nach Berlin 22 Stunden, von Berlin nach Moskau 23 Stunden und 19 Minuten. Seit dem Russischen Überfall auf die Ukraine gibt es diesen Zug nicht mehr.
Zugnummer: 440/441
| Laufweg |
| --- |
| Berlin – Berlin Ostbahnhof – Frankfurt (Oder) – Rzepin – Poznań – Warschau – Terespol – Brest – Minsk – Orscha – Smolensk – Moskau |

#### EN Opatija
Ein Kurswagen des Euronights Lisinski fuhr bis 2022 von München nach Rijeka. Durch den Fahrplanwechsel im Dezember 2022 fährt dieser bereits ab Stuttgart und lässt den Münchner Hauptbahnhof aus.
Zugnummer: 60237/480 (ab 2022)
| Laufweg |
| --- |
| Stuttgart – Göppingen – Ulm – Augsburg – München Ost – Rosenheim – Salzburg – Villach – Jesenice – Lesce-Bled – Kranj – Ljubljana – Borovnica – Postonja – Pivka – Ijirska Bistrika – Sapjane – Opatija Matulji – Rijeka |

### ÖBB Nightjet
Mit der Übernahme eines großen Teils des deutschen Nachtzugverkehrs durch die ÖBB-Personenverkehr wurden mehrere Verbindungen unter dem Namen „ÖBB Nightjet“ eingerichtet, die aber alle keine eigenen Zugbezeichnungen tragen:

#### NJ Amsterdam – Wien
Täglich wird mit diesem NJ Amsterdam mit Wien verbunden. Seit dem Fahrplanjahr 2021 fährt der Zug statt bis Düsseldorf weiter bis nach Amsterdam.
Zugnummer: 40490/40421
| Laufweg |
| --- |
| Amsterdam – Utrecht – Arnhem – Düsseldorf – Köln – Bonn – Koblenz – Mainz – Frankfurt-Flughafen – Frankfurt-Süd – Nürnberg – Regensburg – Passau – Wels – Linz – St.Pölten – Wien-Meidling – Wien |

#### NJ Amsterdam – Innsbruck
Auf der täglichen Verbindung zwischen Amsterdam und Innsbruck können keine Fahrräder, keine Autos und keine Motorräder mitgenommen werden. Seit dem Fahrplanjahr 2021 fährt der Zug statt bis Düsseldorf weiter bis nach Amsterdam.
Zugnummer: 420/421
| Laufweg |
| --- |
| Amsterdam – Utrecht – Arnhem – Bonn-Beuel – Koblenz – Mainz – Frankfurt-Flughafen – Frankfurt-Süd – Würzburg – Nürnberg – Augsburg – München – Rosenheim – Kufstein – Wörgl – Jenbach – Innsbruck |

#### NJ Berlin – Graz
Zugnummer: 456/457
| Laufweg |
| --- |
| Berlin – Berlin Südkreuz – Dresden-Neustadt – Dresden – Bad Schandau – Decin – Usti nad Labem – Praha – Holesovice – Praha – Pardubice – Brno – Brecla – Wien – Wien Meidling – Wiener Neustadt – Mürzzuschlag – Bruck an der Mur – Graz |

#### NJ Berlin – Zürich
Der Zug wird in Hildesheim mit dem Zugteil aus Hamburg vereinigt. Die Züge verkehren täglich.
Zugnummer: 408/409
| Laufweg |
| --- |
| Berlin Ostbahnhof – Berlin – Bitterfeld – Leipzig – Bad Hersfeld – Frankfurt Süd – Mannheim – Karlsruhe – Baden-Baden – Offenburg – Freiburg – Basel Bad Bf – Basel SBB – Zürich |

#### NJ Berlin – Paris
Zum Winterfahrplan 2024 wird von der ÖBB-Personenverkehr, in Kooperation mit DB Fernverkehr, an vorerst drei Tagen in der Woche eine Nachtzugverbindung Berlin-Paris angeboten. An Montag, Mittwoch und Freitag fährt der Zug von Berlin nach Paris. An den übrigen Wochentagen in Gegenrichtung. Durch frei werdendes Wagenmaterial soll die Verbindung, zu einem späteren Zeitpunkt, täglich in beide Richtungen angeboten werden. Bis Frankfurt (Main) Süd wird diese Verbindung gemeinsam mit dem gleichzeitig neu eingeführten NJ 424/425 nach Brüssel geführt.
Zugnummer: 40424/40469
| Laufweg                                                                                     |
| ------------------------------------------------------------------------------------------- |
| Berlin –Halle (Saale) – Erfurt Hbf – Frankfurt (Main) Süd – Strassburg –Paris Gare de l´Est |

#### NJ Berlin – Brüssel
Zum Winterfahrplan 2024 wird von der ÖBB-Personenverkehr, in Kooperation mit DB Fernverkehr, an vorerst drei Tagen in der Woche eine Nachtzugverbindung Berlin-Brüssel angeboten. An Montag, Mittwoch und Freitag fährt der Zug von Berlin nach Brüssel. An den übrigen Wochentagen in Gegenrichtung. Durch frei werdendes Wagenmaterial soll die Verbindung, zu einem späteren Zeitpunkt, täglich in beide Richtungen angeboten werden. Bis Frankfurt (Main) Süd wird diese Verbindung gemeinsam mit dem gleichzeitig neu eingeführten NJ 40424/40469 nach Paris geführt.
Zugnummer: 424/425
| Laufweg |
| --- |
| Berlin – Berlin Südkreuz – Halle (Saale) Hbf – Erfurt Hbf – Frankfurt (Main) Süd – Mainz Hbf – Koblenz Hbf – Bonn Hbf – Köln-Ehrenfeld – Aachen Hbf – Liège-Guillemins – Brüssel Nord – Brüssel Midi |

#### NJ Brüssel – Wien
Zugnummer: 50490/425
| Laufweg |
| --- |
| Brüssel-Süd – Brüssel-Nord – Liège-Guillemins – Aachen Hbf – Köln-Ehrenfeld – Bonn Hbf – Koblenz Hbf – Mainz Hbf – München Ost – Rosenheim – Salzburg Hbf – Linz Hbf – St. Pölten Hbf – Wien Meidling – Wien Hbf |

#### NJ Hamburg – Innsbruck
Einmal täglich wird zwischen Hamburg und Innsbruck gefahren. Dabei ist auch ein Fahrradtransport möglich.
Zugnummer: 40420/40491
| Laufweg |
| --- |
| Hamburg-Altona – Hamburg Dammtor – Hamburg – Hannover – Göttingen – Kassel – Würzburg – Nürnberg – Augsburg – München – Rosenheim – Kufstein – Wörgl – Jenbach – Innsbruck |

#### NJ Hamburg – Wien
Auch zwischen Hamburg und Wien besteht die Möglichkeit Fahrräder zu transportieren.
Zugnummer: 490/491
| Laufweg |
| --- |
| Hamburg-Altona – Hamburg – Hamburg Harburg – Hannover – Göttingen – Kassel-Wilhelmshöhe – Würzburg – Nürnberg – Regensburg – Passau – Wels – Linz – St. Pölten – Wien Meidling – Wien |

Bis 2013 trug er die Bezeichnung „Hans Albers“. Von 2014 bis 2016 hatte er keinen eigenen Namen. ? – 2006 – ? wurde noch weiter nach Budapest gefahren.
| Laufweg |
| --- |
| Hamburg-Altona – Hamburg Dammtor – Hamburg – Hamburg-Harburg – Hannover – Göttingen – Nürnberg – Regensburg – Straubing – Passau – Schärding – Neumarkt-Kallham – Wels – Linz – St. Pölten – Wien Hütteldorf – Wien West |

#### NJ Hamburg – Zürich
Die Züge verkehren täglich und Fahrräder können mitgenommen werden.
Zugnummer: 470/471
| Laufweg |
| --- |
| Hamburg-Altona (Ri. Hamburg) – Hamburg Dammtor (Ri. Hamburg) – Hamburg – Hamburg-Harburg – Bremen – Verden – Hannover – Göttingen – Karlsruhe – Offenburg – Freiburg – Basel Bad Bf – Basel SBB – Zürich |

#### NJ München – Rom
Zwischen München und Rom wird täglich gefahren. Zusammen mit dem Zugteil nach Mailand beginnt der NJ in München seine Fahrt und wird dann in Villach geflügelt. In Villach wird er mit dem Zugteil aus Wien vereinigt.
Zugnummer: 295/294
| Laufweg |
| --- |
| München – München Ost – Rosenheim – Salzburg – Schwarzach-St. Veit – Villach – Tarvisio Boscoverde – Bologna – Firenze – Arezzo – Chiusi-Chianciano Terme – Orvieto – Roma |

#### NJ München – La Spezia
Zwischen München und Mailand wird täglich gefahren. Zusammen mit dem Zugteil nach Rom beginnt der NJ in München seine Fahrt und wird dann in Villach geflügelt. Ab dem Fahrplanwechsel im Dezember 22 wird dieser Zugteil bis nach La Spezia Centrale weitergeführt. Auf der Rückfahrt wird der Münchner Ostbahnhof ausgelassen.
Zugnummer: 40235/40295
| Laufweg |
| --- |
| München – München Ost – Rosenheim – Salzburg – Schwarzach-St. Veit – Villach – Tarvisio Boscoverde – Padua – Vicenza – Verona – Peschiera – Desenzano – Brescia – Mailand Rogoredo – Pavia – Genua Piazza Principe – Rapallo – Levanto – La Spezia Centrale |

#### NJ Stuttgart – Venedig
Zwischen München und Venedig besteht eine tägliche Verbindung. Durch den Fahrplanwechsel im Dezember 2022 startet bzw. endet diese Verbindung bereits in Stuttgart und lässt seitdem den Münchner Hauptbahnhof aus. Bis dahin startete dieser Zug in München Hbf.
Zugnummer: 236/237
| Laufweg |
| --- |
| Stuttgart – Göppingen – Ulm – Augsburg – München Ost – Rosenheim – Salzburg – Villach – Tarvisio Boscoverde – Udine – Pordenone – Conegliano – Trevisio – Venezia Mestre – Venezia Santa Lucia |

### EN ohne Namen

#### EN Hamburg – Stockholm
Der Euronight von Hamburg nach Stockholm verkehrt seit dem 1. September 2022 täglich und über Dänemark. Seine Existenz beruht auf einer Ausschreibung durch die schwedische Verkehrsbehörde Trafikverket für den Betrieb an lediglich 241 Tagen im Jahr, womit eine Konkurrenz zum bestehenden saisonalen Berlin-Night-Express vermieden werden sollte. Auftragnehmerin des 400 Millionen Kronen schweren Auftrages mit einer Laufzeit von vier Jahren und der Möglichkeit einer zweimaligen Verlängerung um jeweils ein Jahr ist die schwedische Staatsbahn SJ, die den Betrieb eigenwirtschaftlich auf das ganze Jahr ausgedehnt hat. Für die Durchführung der Verkehre kooperiert die SJ mit der dänischen Staatsbahn DSB sowie den privaten Eisenbahnverkehrsunternehmen Hector Rail (Lokgestellung) und RDC Deutschland. Letzteres stellt auch die Wagen. Geplant sind standardmäßig ein Sitz-, zwei Schlaf- und drei Liegewagen je Zug. In der Hauptsaison sollen es bis zu neun Wagen sein. Da die ursprünglich vorgesehenen Schlafwagen, von der ÖBB-Personenverkehr angemietete WLAB32s, wegen fehlender Teile nicht rechtzeitig fertig gestellt wurden, sollten diese durch RDC-eigene MUn-Wagen ersetzt werden, für die aber die dänischen Behörden trotz RIC-Konformität die Zulassung verweigern. Daher verkehren die Züge vorerst nur mit Sitz- und Liegewagen.
Zugnummer: 496/497
| Laufweg |
| --- |
| Hamburg-Altona – Odense – Københavns Lufthavn/Kastrup – Malmö – Lund – Hässleholm – Alvesta – Nässjö – Linköping – Norrköping – Stockholm C |

#### EN Paris – Moskau
Der Euronight von Paris nach Moskau durchquert die Länder Frankreich, Deutschland, Polen, Belarus und Russland. Zweimal pro Woche besteht eine solche Verbindung.
Unter dem Namen „Moskva-Express“ verkehrte bis 2011 ein Schnellzug von Berlin nach Moskau. Ab 2012 begannen die Züge ihre Fahrt bereits in Paris. Nun verkehren die Züge als EN. 2012 als „Transeuropean-Express“, 2013 als EN „Moskva-Express“. Seit 2013 trägt dieser Zug keine eigene Bezeichnung mehr.
Zugnummer: 440/411, 452/453 (seit 2017) | 1252/1253 (2013 – 2016) | 452/453 (2012) | 442/443 (2009 – 2011) | 246/247 (bis 2008)
| Laufweg |
| --- |
| Paris-Est – Strasbourg – Karlsruhe – Frankfurt (Main) Süd – Erfurt – Berlin – Berlin-Lichtenberg – Frankfurt (Oder) – Rzepin – Poznań – Warszawa Zachodnia – Warszawa – Warszawa Wschodnia – Terespol – Brest – Baranawitschy – Minsk – Orscha – Wjasma – Moskwa-Belorusskaja |

### Schnellzüge

#### Berlin – Stockholm
Zugnummer: 300/301
Der Liegewagenzug Berlin-Night-Express verbindet Berlin mit Malmö und (seit 2021) Stockholm und stellte bis 31. August 2022 die einzige direkte Zugverbindung zwischen Deutschland und Schweden dar. Der Zug verkehrt von Mitte Juni bis Mitte August täglich (2022) bzw. dreimal wöchentlich (2017) sowie zusätzlich an weiteren ausgewählten Tagen (zweimal wöchentlich über Weihnachten 2021/2022). Er nutzte bis 2020 die Fährverbindung Sassnitz–Trelleborg der Reederei Stena Line (Königslinie). Nachtzüge zwischen Berlin und Schweden verkehrten auf dieser Linie seit 1910 (1909?).
Ab Sommer 2021 wurde die Verbindung über Dänemark und die Brücken über den Großen Belt sowie den Öresund und damit ohne Trajektierung wieder aufgenommen und die Züge bis Stockholm verlängert. Im Mai 2022 war die Linie nach Dresden verlängert, wurde jedoch schnell wieder eingestellt. Ein neuer Erweiterungsversuch nach Dresden startete Ende August 2024.
Betreiber sind die zu Transdev gehörende schwedische Gesellschaft Snälltåget und (bis 2018) die Georg Verkehrsorganisation.
| Laufweg |
| --- |
| Berlin Gesundbrunnen – Hamburg – Køge Nord – Malmö C – Lund – Eslöv – Hässleholm – Alvesta – Nässjö – Linköping – Norrköping – Södertalje Syd – Stockholm C |

#### Prag – Brüssel
Das niederländische Start-up-Unternehmen European Sleeper bietet seit Mai 2023 dreimal wöchentlich eine Nachtzugverbindung zwischen Brüssel und Berlin an, die Verlängerung über Berlin hinaus nach Dresden und Prag erfolgte im März 2024.
| Laufweg |
| --- |
| Praha hlavní nádraží – Praha-Holešovice – Ústí nad Labem – Děčín – Bahnhof Bad Schandau – Dresden Hauptbahnhof – Bahnhof Dresden-Neustadt – Berlin Ostbahnhof – Berlin Hauptbahnhof – Bad Bentheim – Deventer – Amersfoort – Amsterdam – Den Haag – Rotterdam – Roosendaal – Antwerpen – Brüssel |

## Ehemalige Verbindungen (1994–2022)

### ICE

#### ICE Berlin – Köln
Der Zug verband Berlin mit dem Flughafen Köln/Bonn in der Nacht von Sonntag auf Montag. Von 2006 bis 2015 mit Ausnahme des Jahres 2013 wurde diese Verbindung angeboten.
Zugnummer: 948
| Laufweg |
| --- |
| Berlin Ost – Berlin – Berlin-Spandau – Stendal – Wolfsburg – Hannover – Minden – Herford – Bielefeld – Gütersloh – Hamm – Dortmund – Bochum – Essen – Duisburg – Düsseldorf Flughafen – Düsseldorf – Köln – Köln/Bonn Flughafen |

2013 fuhren die Züge über Magdeburg und Braunschweig.
| Laufweg                                                     |
| ----------------------------------------------------------- |
| Berlin Ost – Berlin – Magdeburg – Braunschweig – Hannover – |

Zwischen 2004 und 2012 begann der Zug seine Fahrt erst in Köln. Er verkehrte ebenso nur in der Nacht von Sonntag auf Montag. Vor 2006 hielten die Züge im Bahnhof Zoo. Ab dem Fahrplanjahr 2014 entfielen die Umwege via Hagen-Oberhausen-Gelsenkirchen, in westlicher Richtung endete der Zug statt in Aachen am Flughafen Köln/Bonn, wobei zuvor der direkte Weg über Duisburg befahren wurde.
| Laufweg |
| --- |
| Düsseldorf Flughafen – Duisburg – Mülheim – Essen – Bochum – Dortmund – Hamm – Bielefeld – Herford – Bad Oeynhausen – Minden – Hannover – Wolfsburg – Stendal – Berlin-Spandau – Berlin – Berlin Ost |

Zwischen 2013 und 2018 begannen die Züge bereits in Aachen.
| Laufweg          |
| ---------------- |
| Aachen – Düren – |

#### ICE München – Hamburg
Von 2013 bis 2015 fuhr ein Zug in der Nacht von Sonntag auf Montag. Seine Laufweg ist identisch mit dem der Tagesverbindungen.
Zugnummer: 1706
| Laufweg |
| --- |
| München – München-Pasing – Augsburg – Donauwörth – Treuchtlingen – Nürnberg – Erlangen – Bamberg – Lichtenfels – Saalfeld – Jena Paradies – Naumburg – Leipzig – Wittenberg – Berlin Südkreuz – Berlin – Berlin-Spandau – Hamburg – Hamburg Dammtor – Hamburg-Altona |

#### ICE Kiel – Basel
2009 und 2010 fuhr ein täglicher ICE zwischen Kiel und Basel.
Zugnummer: 608/609
| Laufweg |
| --- |
| Kiel – Neumünster – Hamburg Dammtor – Hamburg – Hamburg-Harburg – Bremen – Osnabrück – Münster – Dortmund – Bochum – Essen – Duisburg – Düsseldorf – Köln – Bonn – Koblenz – Bingen – Mainz – Frankfurt Flughafen – Frankfurt – Mannheim – Mannheim – Heidelberg – Bruchsal – Karlsruhe – Baden-Baden – Offenburg – Freiburg – Basel Bad Bf – Basel SBB |

### IC

#### IC Berlin – München
Nahezu täglich verbindet ein nächtlicher Intercity Berlin mit München. Dabei verkehrt er über Frankfurt am Main. Von 2017 bis 2018 wurde diese Verbindung angeboten.
Zugnummer: 2090/2095/2098
| Laufweg |
| --- |
| Berlin – Berlin Südkreuz – Wittenberg – Bitterfeld – Leipzig – Naumburg – Apolda – Weimar – Erfurt – Gotha – Eisenach – Fulda – Frankfurt – Frankfurt Flughafen – Mannheim – Heidelberg – Stuttgart – Esslingen – Plochingen – Göppingen – Geislingen – Ulm – Neu-Ulm – Günzburg – Augsburg – München-Pasing – München |

#### IC Frankfurt – München
In der Nacht von Sonntag auf Montag verkehrte ein Intercity zwischen Frankfurt (Main) und München von 2006 bis 2011 sowie 2013. Aus Richtung München gab es diese Verbindung nur von 2006 bis 2007.
Zugnummer: 1590/1591
| Laufweg |
| --- |
| Frankfurt – Frankfurt Flughafen – Mannheim – Heidelberg – Wiesloch-Walldorf – Bruchsal – Vaihingen – Ludwigsburg – Stuttgart – Ulm – Günzburg – Augsburg – München-Pasing – München |

IC Kiel – Basel
Im Fahrplan 2019 verkehrten zwei Nacht-Intercity auf verschiedenen Wegen zwischen Kiel und Basel.
Zugnummer: 208/209 (tgl.) – ab 2020 als ICE 208/209
| Laufweg |
| --- |
| Kiel – Neumünster – Hamburg-Dammtor – Hamburg – Hamburg-Harburg – Bremen – Osnabrück – Münster – Dortmund – Bochum (Ri. Kiel) – Essen – Duisburg – Düsseldorf – Köln – Bonn – Andernach (Ri. Kiel) – Koblenz – Mainz – Frankfurt Flughafen – Frankfurt – Mannheim – Heidelberg (Ri. Kiel) – Bruchsal (Ri. Kiel) – Karlsruhe – Baden-Baden – Offenburg – Freiburg – Basel Bad Bf – Basel SBB |

Zugnummer: 478/479 (Nacht Fr/Sa nordwärts, Nacht Sa/So südwärts)
| Laufweg |
| --- |
| Kiel – Neumünster – Hamburg-Dammtor (Ri. Basel) – Hamburg – Hamburg-Harburg – Lüneburg – Uelzen – Celle – Hannover – Göttingen – Fulda – Hanau – Frankfurt – Mannheim – Heidelberg – Bruchsal (Ri. Kiel) – Karlsruhe – Baden-Baden – Offenburg – Lahr(Schwarzw) – Freiburg – Basel Bad Bf |

#### IC Köln – Berlin
Zwischen Köln und Berlin verkehrte annähernd täglich ein nächtlicher Intercity. 2017 wurde diese Verbindung angeboten und hielt in Richtung Köln auch am Bahnhof Zoo.
Zugnummer: 446/447
| Laufweg |
| --- |
| Köln – Düsseldorf – Duisburg – Essen – Bochum – Dortmund – Hamm – Gütersloh – Bielefeld – Minden – Hannover – Braunschweig – Magdeburg – Brandenburg – Potsdam – Berlin-Wannsee – Berlin – Berlin Ost |

### CNL
Die Zuggattung City Night Line wurde im Jahre 1998 eingeführt. Sie lösten zunehmend die nächtlich verkehrenden Schnellzüge ab. Es bestanden Relationen sowohl innerhalb von Deutschland als auch in die benachbarten Länder sowie nach Italien.

2014 und 2015 wurden in großem Umfang CNL-Verbindungen gestrichen. 2016 verblieben noch drei Linien, welche zum Ende des Jahres eingestellt wurden. Die Laufwege der durch die ÖBB zum Fahrplanwechsel 2016 neu eingerichteten EN-Linien sowie die der nächtlichen ICE sind ähnlich mit dem der CNL.

#### CNL Apus
Der CNL Apus verkehrte täglich zwischen Frankfurt und Mailand, an einigen Tagen ab Amsterdam. Die Verbindung existierte 2009. Ein Jahr zuvor gab es sie bereits als NZ.
Zugnummer: 300/301 (2008) | 400/401 (2009)
| Laufweg |
| --- |
| Amsterdam – Utrecht – Arnhem – Oberhausen – Düsseldorf – Köln – Bonn – Koblenz – Mainz – Frankfurt – Mannheim – Karlsruhe – Bellinzona – Lugano – Chiasso – Como – Milano |

In Richtung Deutschland gab es sonntags und montags im gleichen Jahr noch eine Verbindung zwischen Mailand und Dortmund.
| Laufweg |
| --- |
| Milano – Brig – Karlsruhe – Mannheim – Frankfurt – Mainz – Koblenz – Bonn – Köln – Düsseldorf – Duisburg – Essen – Dortmund |

? – 2014 – ? existierte unter dem Namen „Apus“ eine tägliche Verbindung zwischen München und Mailand. Bis Verona fuhr er mit dem CNL „Lupus“ vereinigt.
| Laufweg |
| --- |
| München – Rosenheim – Kufstein – Wörgl – Jenbach – Innsbruck – Verona – Peschiera – Desenzano – Brescia – Milano Centrale |

#### CNL Aurora
Der CNL Aurora fuhr in den Jahren 2006 bis 2010 von Basel bis Fulda. Dort wurde nur zu betrieblichen Zwecken gehalten.
2006 bis 2010 fuhren die Züge weiter mit EN 482 als EN 482 „Hans Christian Anderssen“ nach Kopenhagen, 2006 ein Teil als NZ 1449 nach Binz. In der gleichen Zeit wurden Kurswagen nach Warschau als D mitgeführt.
Mit dem Aurora wurden Kurswagen aus und von Amsterdam unter der Bezeichnung „Borealis“ mitgeführt.
Zugnummer: 472/473 (2006 – 2014) | 1174 (2013) | 1275 (2013 – 2014)
| Laufweg                                                                                  |
| ---------------------------------------------------------------------------------------- |
| Basel SBB – Basel Bad Bf – Freiburg – Offenburg – Karlsruhe – Mannheim – Frankfurt Süd – |

Unter der Bezeichnung „Vega“ bestand ein saisonaler Zug, der zwischen Basel und Binz verkehrte. Aus Richtung Basel fuhr er freitags und samstags ? – 2006 – ? vereinigt mit dem CNL Aurora nach Kopenhagen. Aus Richtung Binz an Samstagen und Sonntagen mit einem NZ nach München und nach Hagen.
Ab 2011 gab es eine tägliche Verbindung zwischen Kopenhagen und Basel. Der Verkehr endete hier im Dezember 2014. ? – 2014 wurden Kurswagen nach Prag (Orion) und nach Amsterdam (Borealis) mitgeführt.
| Laufweg |
| --- |
| Basel SBB – Basel Bad Bf – Freiburg – Offenburg – Karlsruhe – Mannheim – Frankfurt – Fulda – Hamburg – Neumünster – Flensburg – Padborg – Kolding – Odense – Ringsted – Høje Taastrup – Kopenhagen |

#### CNL Berliner
Einer der ersten Züge dieser Art war der CNL Berliner. Er verband Berlin und Zürich miteinander. In dieser Form existierte er bis 2007 und fuhr täglich. Bereits von 1996 bis 1998 verkehrte er als EN.
Zugnummer: 358/359 (bis 1998) | 478/479 (1999 – 2007) | 1242/1243 (2008) | 1258/1259 (2012)
| Laufweg |
| --- |
| Berlin Ost – Berlin Zoologischer Garten – Berlin-Wannsee – Dessau – Halle – Erfurt – Frankfurt Süd – Heidelberg – Karlsruhe – Baden-Baden – Offenburg – Freiburg – Basel Bad Bf – Basel SBB – Zürich |

Im Jahre 2005 gab es einen CNL unter dem Namen „Berliner“, der von Berlin nach Hannover fuhr. Bis Hannover war er allerdings mit dem NZ 242 vereinigt und fuhr als dieser. Seine Fahrt setzte er nach Zürich fort.
| Laufweg                                                                           |
| --------------------------------------------------------------------------------- |
| Berlin Ost – Berlin Zoologischer Garten – Berlin-Spandau – Wolfsburg – Hannover – |

2008 existierte unter dem Namen „Berliner“ ein CNL, der in Fulda begann und in Hannover mit dem NZ 243 (Paris – Berlin) als NZ 243 vereinigt wurde.
| Laufweg                                                                   |
| ------------------------------------------------------------------------- |
| – Hannover – Wolfsburg – Berlin Zoologischer Garten – Berlin – Berlin Ost |

2012 gab es nochmals einen CNL „Berliner“, der von Montag bis Freitag als CNL 459 aus Zürich kam, und nach Berlin-Lichtenberg fuhr.
| Laufweg |
| --- |
| – Fulda – Erfurt – Weimar – Naumburg – Halle – Bitterfeld – Wittenberg – Berlin Südkreuz – Berlin – Berlin Gesundbrunnen – Berlin-Lichtenberg |

#### CNL Borealis
Der CNL Borealis verkehrte zwischen Amsterdam und Kopenhagen. Er existierte ? – 2010  – 2012 – ? – 2014 – ?. Der Borealis war ein Teilzug des CNL Aurora (Kopenhagen – Basel) und in anderer Richtung des CNL Pollux (Amsterdam – München).
Zugnummer: 40447/40483
| Laufweg |
| --- |
| Amsterdam – Utrecht – Arnhem – Emmerich – Duisburg – Düsseldorf – Köln – Wuppertal – Dortmund – Hamm – Bielefeld – Hamburg-Harburg – Hamburg – Neumünster – Flensburg – Padborg – Kolding – Odense – Roskilde – Kopenhagen |

#### CNL Canopus
Der CNL Canopus verkehrte täglich zwischen Zürich und Dresden bzw. Prag. Mit Ausnahme des Jahres 2012 gab es ihn in dieser Form von 2009 bis 2015. Aus Richtung Zürich ging es bis Prag. In der Gegenrichtung begann der Zug erst in Dresden.
Zugnummer: 458/459
| Laufweg |
| --- |
| Zürich – Baden – Basel SBB – Basel Bad Bf – Freiburg – Offenburg – Karlsruhe – Heidelberg – Mannheim – Frankfurt Süd – Erfurt – Weimar – Naumburg – Leipzig – Riesa – Dresden – Bad Schandau – Děčín – Ústí nad Labem – Praha-Holešovice – Praha |

Im Fahrplanjahr 2022/2023 verkehrt das Zugpaar 458/459 wieder zwischen Prag und Zürich über Leipzig. Allerdings tragen diese Zugnummern hierbei die EC-Kurswagen an den Schlaf- und Liegewagen. Letztere laufen als EN 40458/40459.

#### CNL Capella
Der CNL Capella verband täglich Berlin und München miteinander. 2010 wurde der Zug eingeführt und 2015 gestrichen. Im Hildesheimer Güterbahnhof wurde er mit dem CNL Pyxis aus Hamburg vereinigt.
Zugnummer: 1244/1245 (2010) | 1246/1247 (2011 – 2015)
| Laufweg |
| --- |
| Berlin-Lichtenberg – Berlin Ost – Berlin – Berlin Zoologischer Garten – Berlin-Wannsee – Potsdam – Brandenburg – Magdeburg – Braunschweig – Hildesheim – Augsburg – München – München Ost |

#### CNL Cassiopeia
Der CNL Cassiopeia verband ? – 2010  – ? – 2012 – ? – 2014 täglich Paris mit München bzw. Innsbruck. In München begann dieser als Teilzug CNL 40418 des CNL Pollux (München – Amsterdam). In Paris wurden mit dem CNL Perseus (Berlin – Paris) Kurswagen nach München mitgeführt.
Zugnummer: 40418/40451
2012 wurde noch zusätzlich in Metz und Saarbrücken gehalten.
| Laufweg |
| --- |
| Paris-Est – Metz – Saarbrücken – Stuttgart – Plochingen – Göppingen – Geislingen – Ulm – Günzburg – Augsburg – München – Kufstein – Wörgl – Jenbach – Innsbruck |

#### CNL Donau-Kurier
Der CNL Donau-Kurier bestand schon ab 1998. Er verkehrte täglich zwischen Dortmund und Wien. Seit 2008 gibt es ihn in dieser Form nicht mehr.
Zugnummer: 222/223 (bis 1997) | 212/213 (1998 – 2001) | 312/313 (2003 – 2007) | 420/421 (2012)
| Laufweg |
| --- |
| Dortmund – Bochum – Essen – Duisburg – Düsseldorf – Köln – Bonn – Koblenz – Mainz – Frankfurt Flughafen – Frankfurt – Mannheim – Salzburg – Linz – St. Pölten – Wien Hütteldorf – Wien West |

1994 gab es die Verbindung schon als D.
2006 fuhr der Donau-Kurier vereinigt mit dem NZ 301 (Dortmund –Torino) bis Mannheim und fuhr bis dahin auch unter der Nummer NZ 301.
2007 verkehrte der CNL mit NZ 301 bis Karlsruhe als NZ 301. Ab Karlsruhe vereinigte man ihn mit EN 265 (Strasbourg – Wien) als EN 265.
Von 2012 bis 2014 existierte als EN Donau-Kurier eine tägliche Verbindung zwischen Köln und Gemünden (Main). Gemünden war nur Betriebshalt. Seine Fahrt setzte er als EN 491 nach Wien fort.
| Laufweg                                                                      |
| ---------------------------------------------------------------------------- |
| Köln – Bonn – Koblenz – Mainz – Frankfurt Flughafen – Frankfurt – Würzburg – |

#### CNL Eridanus
Der CNL Eridanus verkehrte jeden Tag zwischen Dortmund und Nürnberg. Ab Frankfurt fuhr ein Teil als CNL 401 (Amsterdam – Milano) weiter. Einen anderen Teil vereinigte man in Nürnberg mit dem EN 491 (Hamburg – Wien). 2009 gab es ihn als CNL und 2010 als EN.
Zugnummer: 420/421
| Laufweg |
| --- |
| Dortmund – Gelsenkirchen – Essen – Düsseldorf – Köln – Bonn – Koblenz – Mainz – Frankfurt – Hanau – Nürnberg – |

#### CNL Hans Christian Andersen
Der CNL Hans Christian Andersen verband täglich Kopenhagen und Innsbruck miteinander. Einige Züge begannen erst in München. In seiner Form existierte er in den Jahren 2009 und 2010. Bereits von 1998 bis 2008 gab ihn als Euronight. Davor verkehrte er als D. ? – 2006 – ? wurden Kurswagen nach Binz mitgeführt.
Zugnummer: 482/483 (1998 – 2010) | 481 (2003) | 1282/1283 (2009 – 2010) | 1382/1383 (2009 – 2010)
| Laufweg |
| --- |
| København – Høje Taastrup – Ringsted – Odense – Kolding – Padborg – Flensburg – Neumünster – Hamburg – Fulda – Würzburg – Nürnberg – Treuchtlingen – Ingolstadt – München – Kufstein – Wörgl – Jenbach – Innsbruck |

#### CNL Komet
Der CNL Komet verkehrte täglich zwischen Hamburg und Zürich. Es war eine der drei ersten CNL-Linien und existierte bis zur Streichung aller Züge. 1995 gab es ihn bereits als D.
Zugnummer: 470/471 (1998 – 2003) | 473 (2001) | 408/409 (2004) | 407 (2004 – 2005) | 478/479 (2009 – 2016) | 1270/1271 (2009 – 2014) | 1278/1279 (2009 – 2014) | 1276/1277 (2009 – 2014) | 1274 (2012 – 2014)
| Laufweg |
| --- |
| Hamburg-Altona – Hamburg Dammtor – Hamburg – Bremen – Hannover – Offenburg – Freiburg – Basel Bad Bf – Basel SBB – Baden – Zürich |

2008 wurden die Züge durch Ruhr- und Rhein-Main-Gebiet geführt. Die Züge verkehrten täglich. Freitags, manchmal samstags wurde der Laufweg noch bis Brig verlängert. Ab 2013 wurde Brig nicht mehr bedient.
| Laufweg |
| --- |
| Hamburg-Altona – Hamburg Dammtor – Hamburg – Hamburg-Harburg – Bremen – Osnabrück – Münster – Dortmund – Karlsruhe – Baden-Baden – Offenburg – Freiburg – Basel Bad Bf – Basel SBB – Baden – Zürich – Thun – Spiez – Frutingen – Kandersteg – Goppenstein – Brig |

2014 gab es noch einen CNL „Komet“ von Mannheim nach Chur, der als CNL 419 aus Amsterdam und als CNL 450 aus Hamburg kam.
| Laufweg |
| --- |
| – Mannheim – Karlsruhe – Baden-Baden – Offenburg – Freiburg – Basel Bad Bf – Basel SBB – Baden – Zürich – Landquart – Chur |

Sein Laufweg wurde 2015 etwas abgewandelt. Bremen wurde nicht mehr angefahren.
| Laufweg |
| --- |
| Hamburg-Altona – Hamburg Dammtor – Hamburg – Hamburg-Harburg – Lüneburg – Hannover – Göttingen – Kassel-Wilhelmshöhe – Frankfurt – Mannheim – Karlsruhe – Baden-Baden – Offenburg – Freiburg – Basel Bad Bf – Basel SBB – Baden – Zürich |

#### CNL Lupus
Der CNL Lupus verkehrte täglich zwischen München und Bologna in den Jahren 2010 bis 2013.
Zugnummer: 484/485 (2009 – 2012; 2013 – 2016) | 494/495 (2012; 2014)
| Laufweg |
| --- |
| München – Rosenheim – Kufstein – Wörgl – Jenbach – Innsbruck – Brenner – Franzensfeste – Brixen – Bozen – Trento – Verona – Bologna |

2012 fuhr dieser als EN 1035 nach Rom weiter. 2016 gab es diese Verbindung als EN.
| Laufweg                                                       |
| ------------------------------------------------------------- |
| – Firenze – Arezzo – Chiusi-Chianciano Terme – Orvieto – Roma |

Zudem gab es noch 2012 unter dem Namen „Lupus“ einen CNL nach Tarvisio. Tarvisio war allerdings nur Betriebshalt und es ging als EN 1235 nach Rom weiter.
| Laufweg |
| --- |
| München – Rosenheim – Venezia Mestre – Ferrara – Bologna – Firenze – Arezzo – Chiusi-Chianciano Terme – Orvieto – Roma |

2009 existierte ein EN und 2014 CNL von München nach Rom, der 2014 mit dem CNL „Apus“ bis Verona vereinigt fuhr. Beide Verbindungen wurden täglich angeboten.
| Laufweg |
| --- |
| München – Rosenheim – Kufstein – Wörgl – Jenbach – Innsbruck – Verona Porta Nuova – Firenze – Arezzo – Chiusi-Chianciano Terme – Orvieto – Roma |

#### CNL Orion

##### CNL Orion I
Der CNL Orion stellte eine tägliche Verbindung zwischen Dresden und München her. Er existierte in den Jahren 2005 und 2006. ? – 2006 – ? gab es Kurswagen nach Stuttgart und nach Zürich.
Zugnummer: 1960/1961 (1995) | 1904/1905 (2003) | 1908/1909 (2003 – 2005) | 1408/1409 (2006)
| Laufweg |
| --- |
| Dresden – Dresden-Neustadt – Riesa – Leipzig – Naumburg – Weimar – Erfurt – Eisenach – Nürnberg – Treuchtlingen – Donauwörth – Augsburg – München-Pasing – München |

2000 und 2001 gab es die Verbindung bereits als D und 2003 und 2004 als NZ „Orion“ eine Verbindung zwischen Dresden und München. Allerdings begann damals erst die Fahrt in Dresden-Neustadt. Außerdem wurde in Leipzig/Halle Flughafen und Halle gehalten. Zwischen Halle und Nürnberg hielten die Züge gar nicht.
Eine weitere Verbindung zwischen Dresden und München bestand bis 1995 täglich als D.
| Laufweg |
| --- |
| Dresden – Freiberg – Chemnitz – Glauchau – Zwickau – Reichenbach – Plauen – Hof – Marktredwitz – Nürnberg – Regensburg – Neufahrn – Landshut – Freising – München |

##### CNL Orion II
? – 2014 – ? wurde der Name „Orion“ für den EN/CNL-Zugteil Prag – Kopenhagen verwendet. In Tschechien war er Teil des EN 456/457 (Ab Prag mit CNL Zürich und CNL Amsterdam / nach Prag nur CNL Amsterdam). Ab Kopenhagen verkehrte er mit dem 473 (Basel) und 40473 (Amsterdam) als 50473.
| Laufweg |
| --- |
| Praha – Praha-Holešovice – Ústí nad Labem – Děčín – Bad Schandau – Dresden – Berlin Ost – Berlin – Berlin-Spandau – Hamburg Dammtor – Hamburg – Neumünster – Flensburg – Padborg – Kolding – Odense – Roskilde – Kopenhagen |

#### CNL Pegasus
Der CNL Pegasus stellte eine tägliche Verbindung zwischen Amsterdam und Basel her. Er existierte 2003 und ? – 2006 – ? – 2010 – 2012 – ? – 2014.
2006 war er aus Richtung Zürich mit dem CNL Komet nach Hamburg vereinigt. Aus Richtung Amsterdam fuhr der Zug vereinigt dem CNL Pollux.
Zugnummer: 40419/40478
| Laufweg |
| --- |
| Amsterdam – Utrecht – Arnhem – Emmerich – Duisburg – Düsseldorf – Köln – Bonn – Koblenz – Mainz – Frankfurt – Karlsruhe – Offenburg – Freiburg – Basel Bad Bf – Basel SBB |

2012 wurde er in der Saison an einigen Tagen bis Brig verlängert.
| Laufweg                                                                      |
| ---------------------------------------------------------------------------- |
| – Baden – Zürich – Thun – Spiez – Frutigen – Kandersteg – Goppenstein – Brig |

2014 verlängerte man ihn zeitweise an einzelnen Tagen bis Chur.
| Laufweg                    |
| -------------------------- |
| – Baden – Landquart – Chur |

#### CNL Perseus
Der CNL Perseus stellte eine Verbindung zwischen Berlin und Paris her. Meist verkehrte der Zug montags bis freitags. Einige endeten statt in Südkreuz in Lichtenberg. Er existierte von 2009 bis 2014.
Zugnummer: 450/451 (2009 – 2014) | 470/471 (2011; 2013) | 455 (2013)
| Laufweg                                                                                           |
| ------------------------------------------------------------------------------------------------- |
| Berlin Südkreuz – Berlin – Berlin-Spandau – Hannover – Göttingen – Saarbrücken – Metz – Paris-Est |

? – 2012 – ? – 2014 wurden mit CNL „Perseus“ Kurswagen nach Hamburg mitgeführt. In Mannheim wurden sie dem CNL Komet (Zürich – Hamburg) angegliedert.
| Laufweg                                                                               |
| ------------------------------------------------------------------------------------- |
| – Göttingen – Hannover – Hamburg-Harburg – Hamburg – Hamburg Dammtor – Hamburg-Altona |

#### CNL Phoenix
Zwischen Prag und Berlin verkehrte der CNL Phoenix als EN/CNL 456-(?) mit einem Zugteil nach Kopenhagen und Amsterdam. Der Rückweg wurde als CNL/EN 457 nur mit Kopenhagen-Zugteil fortgesetzt. In Tschechien wurde der Zug als EN vermarktet, in Deutschland als CNL. Diese Verbindung existierte ? – 2014 – ?.
Zugnummer: 456/457 (2009–2011) | 455 (2011)
| Laufweg |
| --- |
| Praha – Praha-Holešovice – Ústí nad Labem – Děčín – Bad Schandau – Dresden – Berlin – Bielefeld – Hamm – Dortmund – Wuppertal – Köln – Düsseldorf – Duisburg – Emmerich – Arnhem – Utrecht – Amsterdam |

2000 und 2001 verkehrte täglich ein Zug als D zwischen Prag und Amsterdam.
| Laufweg |
| --- |
| Praha – Praha-Holešovice – Ústí nad Labem – Děčín – Bad Schandau – Dresden – Dresden-Neustadt – Leipzig – Halle – Dortmund – Münster – Rheine – Bad Bentheim – Hengelo – Deventer – Amersfoort – Amsterdam |

#### CNL Pictor
Der CNL Pictor verkehrte ? – 2010 – ? – 2012 – ? – 2014 täglich zwischen München und Venedig.
Zugnummer: 40363/40462 (2014)
| Laufweg                                                                         |
| ------------------------------------------------------------------------------- |
| München – Tarvisio Boscov – Udine – Pordenone – Conegliano – Trevisio – Venezia |

#### CNL Pollux
Der CNL Pollux verkehrte täglich bis zwischen Amsterdam und Innsbruck und existierte in dieser Form von 2009 bis 2016.
Zugnummer: 318/319 (2004–2008) | 418/419 (2009–2016) | 1318/1319 (2014) | 13319 (2012–2014)
| Laufweg |
| --- |
| Amsterdam – Utrecht – Arnhem – Duisburg – Düsseldorf – Köln – Bonn – Koblenz – Frankfurt Flughafen – Frankfurt – Stuttgart – Plochingen – Göppingen – Geislingen – Ulm – Günzburg – Augsburg – München – Rosenheim – Kufstein – Wörgl – Jenbach – Innsbruck |

Bis 2008 wurde einige Züge nach Garmisch-Partenkirchen weitergeführt.
| Laufweg                                                                                           |
| ------------------------------------------------------------------------------------------------- |
| Garmisch-Partenkirchen – Oberau – Murnau – Weilheim – München-Pasing – München – München-Pasing – |

Bis 1997 gab es diese Verbindung bereits als täglich verkehrenden Schnellzug.
| Laufweg |
| --- |
| Amsterdam – Utrecht – Arnhem – Emmerich – Wesel – Oberhausen – Duisburg – Düsseldorf – Köln – Bonn – Koblenz – Mainz – Mannheim – Heidelberg – Stuttgart – Göppingen – Ulm – Augsburg – München |

2000 und 2001 wurde als D mit anderem Laufweg täglich zwischen Amsterdam und München gefahren.
| Laufweg |
| --- |
| Amsterdam – Utrecht – Arnhem – Emmerich – Wesel – Oberhausen – Duisburg – Düsseldorf – Köln – Nürnberg – Treuchtlingen – Donauwörth – Augsburg – München-Pasing – München |

#### CNL Pyxis
Der CNL Pyxis verkehrte täglich zwischen Hamburg und München. Im Güterbahnhof Hildesheim wurde er mit CNL Capella aus Berlin vereinigt. Von 2010 bis 2015 bestand diese Verbindung.
Zugnummer: 1286/1287 (2010 – 2014) | 486/487 (2015)
| Laufweg |
| --- |
| Hamburg-Altona – Hamburg Dammtor – Hamburg – Hamburg-Harburg – Hannover – Augsburg – München – München Ost |

#### CNL Semper
Der CNL Semper verkehrte 2007 täglich zwischen Dresden und Fulda Gbf. Dort wurde er mit dem CNL 459 (Berlin – Zürich) als CNL 459 vereinigt.
Zugnummer: 1458/1459 (2007) | 458/459 (2008; 2012)
| Laufweg                                                                                        |
| ---------------------------------------------------------------------------------------------- |
| Dresden – Dresden-Neustadt – Riesa – Leipzig – Naumburg – Weimar – Erfurt – Eisenach – Fulda – |

In den Jahren 2006, 2008 und 2012 gab es unter dem Bezeichnung „Semper“ einen täglichen CNL zwischen Dresden und Zürich.
| Laufweg |
| --- |
| Dresden – Dresden-Neustadt – Riesa – Leipzig – Naumburg – Weimar – Erfurt – Eisenach – Bad Hersfeld – Fulda – Frankfurt Süd – Mannheim – Heidelberg – Karlsruhe – Offenburg – Freiburg – Basel Bad Bf – Basel SBB – Baden – Zürich |

? – 2006 – ? begann der Zug ab Zürich als CNL 50478 zusammen mit CNL 478 Berlin. Ab Dresden fuhr er als CNL 50479 zusammen mit CNL 1409 München und CNL 51409 Stuttgart.

#### CNL Sirius
Der CNL Sirius verkehrte zwischen Berlin und Zürich. Die Züge begannen ihre Fahrt in Berlin-Lichtenberg oder Berlin-Gesundbrunnen.
Zwischen 2009 und 2015 mit Ausnahme 2011 fuhren die Züge bis Erfurt und es ging weiter als CNL 458 nach Zürich.
Zugnummer: 1258/1259 (2009 – 2011) | 1250/1251 (2012 – 2015) | 1258/1259 (2013 – 2015) | 470/471 (2016)
| Laufweg |
| --- |
| Berlin-Lichtenberg – Berlin – Berlin Südkreuz – Wittenberg – Bitterfeld – Halle – Naumburg – Weimar – Erfurt – |

2009 begann in Fulda ein CNL unter dem Namen „Sirius“ als CNL 459 aus Zürich kommend und fuhr nach Berlin bzw. Binz.
| Laufweg |
| --- |
| – Fulda – Erfurt – Weimar – Naumburg – Halle – Bitterfeld – Wittenberg – Berlin Südkreuz – Berlin – Berlin-Gesundbrunnen |

2011 existierte eine Verbindung von Berlin nach Zürich. Samstags begannen die Züge in Binz. Die Züge, die in Berlin starteten, begannen ihre Fahrt in Lichtenberg. Der Laufweg wurde in diesem Fahrplanjahr etwas abgeändert.
| Laufweg |
| --- |
| Binz – Bergen – Greifswald – Züssow – Berlin – Berlin Südkreuz – Wittenberg – Bitterfeld – Halle – Naumburg – Weimar – Erfurt – Fulda – Frankfurt Süd – Mannheim – Heidelberg – Bruchsal – Schaffhausen – Zürich |

2016 fuhren die Züge aus Binz statt über Greifswald über Rostock. Die in Berlin beginnenden Züge starteten alle in Gesundbrunnen. Es wurde auch wieder über Mannheim und Freiburg gefahren.
| Laufweg |
| --- |
| Binz – Bergen – Stralsund – Ribnitz-Damgarten West – Rostock – Waren – Neustrelitz – Berlin Gesundbrunnen – Berlin – Berlin Südkreuz – Wittenberg – Bitterfeld – Halle – Naumburg – Weimar – Erfurt – Fulda – Frankfurt Süd – Mannheim – Karlsruhe – Baden-Baden – Offenburg – Freiburg – Basel Bad Bf – Basel SBB – Baden – Zürich |

? – 2006 – ? verkehrte als saisonale Wagengruppe (nur Schlafwagen 1. und 2. Klasse sowie 1. und 2. Klasse T4) zwischen Zürich und Norddeich Mole. Freitags und samstags startete der Zug seine Fahrt mit CNL Komet nach Hamburg. Ab Norddeich Mole verkehrte samstags und sonntags die Wagengruppe ebenfalls mit dem CNL Komet.

#### CNL Skiexpressen
Der CNL Skiexpressen existierte von 2010 bis 2011. Freitags bestand eine saisonale Verbindung zwischen Høje Taastrup und St. Anton.
Zugnummer: 13374/13375
| Laufweg |
| --- |
| Høje Taastrup – Ringsted – Odense – Fredericia – Padborg – Kufstein – Wörgl – Jenbach – Innsbruck – Ötztal – St. Anton |

#### CNL ohne Namen

##### CNL Arhus – Bozen
2009 gab es freitags eine saisonale Verbindung zwischen Arhus und Bozen.
Zugnummer: 13374/13375
| Laufweg |
| --- |
| Århus – Skanderbourg – Vejle – Fredericia – Kolding – Padborg – Hamburg – Hannover – Kufstein – Wörgl – Innsbruck – Bozen |

### EN

#### EN Capri
Der EN Capri verband täglich München und Neapel miteinander. 2001 sowie von 2004 bis 2007 wurde diese Verbindung angeboten. Bis 2000 wurde sie als Schnellzug geführt.
Zugnummer: 286/287
| Laufweg |
| --- |
| München – Rosenheim – Kufstein – Wörgl – Jenbach – Innsbruck – Matrei – Steinach – Brenner – Franzensfeste – Brixen – Bozen – Trento – Rovereto – Verona Porta Nuova – Bologna – Firenze Campo di Marte – Arezzo – Chiusi-Chianciano Terme – Roma Termini – Napoli |

#### EN Danubius
Der EN Danubius verkehrte 2009 täglich zwischen Frankfurt und Karlsruhe und es ging als EN 469 nach Wien weiter.
Zugnummer: 408/409
| Laufweg                            |
| ---------------------------------- |
| Frankfurt – Mannheim – Karlsruhe – |

#### EN Donauwalzer
Der EN Donauwalzer verkehrte bis 1999 täglich zwischen Ostende und Wien. Von 2000 bis 2003 wurde nur noch der Abschnitt Wien – Brüssel bedient.
Zugnummer: 224/225 (bis 2001) | 324/325 (2003)
| Laufweg |
| --- |
| Ostende – Brugge – Gent-St. Pieters – Brüssel-Süd – Brüssel-Nord – Liège-Guillemins – Verviers – Aachen – Köln – Nürnberg – Regensburg – Straubing – Passau – Schärding – Neumarkt-Kallham – Wels – Linz – St. Pölten – Wien Hütteldorf – Wien West |

#### EN Jan Kiepura
Der EN Jan Kiepura begann seine Fahrt in Warschau und wurde in Berlin mit EN Kopernikus aus Prag vereinigt. Die Verbindung bestand von 1998 bis 2000 sowie 2015 und 2016. Die Fahrt wurde gemeinsam nach Oberhausen fortgesetzt.
Zugnummer: 248/249 (1998 – 2000) | 348/349 (2004 – 2008) | 347 (2004 – 2005; 2008) | 446/447 (2009 – 2016) | 436/437 (2010 – 2011; 2013) | 1236/1237 (2013 – 2014)
| Laufweg |
| --- |
| Oberhausen – Duisburg – Düsseldorf – Köln – Düsseldorf – Duisburg – Essen – Bochum – Dortmund – Hamm – Gütersloh – Bielefeld – Minden – Hannover – Braunschweig – Magdeburg – Brandenburg – Potsdam – Berlin – Berlin Ost – Frankfurt – Rzepin – Świebodzin – Zbąszynek – Poznań – Konin – Kutno – Warszawa Zachodnia – Warszawa – Warszawa Wschodnia |

2004 und 2005 gab es samstags und sonntags eine Verbindung zwischen Brüssel und Warschau.
| Laufweg |
| --- |
| Brüssel-Süd – Brüssel-Nord – Köln – Düsseldorf – Duisburg – Essen – Bochum – Dortmund – Hannover – Berlin Ost – Rzepin – Poznań – Konin – Kutno – Warszawa Zachodnia – Warszawa – Warszawa Wschodnia |

2006 bis 2007 existierte eine tägliche Verbindung zwischen Frankfurt und Warschau.
| Laufweg |
| --- |
| Frankfurt – Koblenz – Köln – Düsseldorf – Duisburg – Essen – Bochum – Dortmund – Hamm – Gütersloh – Bielefeld – Minden – Hannover – Rzepin – Poznań – Konin – Kutno – Warszawa – Warszawa Wschodnia |

Zwischen 2008 und 2014 existierte eine tägliche Verbindung zwischen Amsterdam und Warschau.
| Laufweg |
| --- |
| Amsterdam – Utrecht – Arnhem – Emmerich – Oberhausen – Duisburg – Düsseldorf – Köln – Solingen – Wuppertal – Hagen – Dortmund – Hamm – Bielefeld – Berlin – Rzepin – Zbąszynek – Poznań – Konin – Kutno – Warszawa – Warszawa Wschodnia |

? – 2010 – ? wurden Kurswagen nach Moskau mitgeführt, die in Warschau einem anderen Zug angegliedert wurden.
Zugnummer: 11014
| Laufweg                                                                                                  |
| --- |
| – Siedlice – Terespol – Brest – Baranawitschy – Minsk – Orscha – Smolensk – Wjasma – Moskwa-Belorusskaja |

#### EN Johannes Kepler
Der EN Johannes Kepler verkehrte 2007 täglich zwischen Wiesbaden und Prag.
Zugnummer: 352/353
| Laufweg |
| --- |
| Wiesbaden – Frankfurt Flughafen – Hanau – Fulda – Leipzig – Dresden-Neustadt – Dresden – Bad Schandau – Děčín – Ústí nad Labem – Lovosice – Roudnice nad Labem – Praha-Holešovice – Praha |

2008 wurde eine ähnliche Verbindung täglich zwischen Basel und Prag angeboten.
| Laufweg |
| --- |
| Basel SBB – Basel Bad Bf – Freiburg – Offenburg – Karlsruhe – Mannheim – Frankfurt Süd – Fulda – Leipzig – Riesa – |

#### EN Kopernikus
Der EN Kopernikus verkehrte täglich zwischen Prag und Oberhausen. Die Linie bestand von 2012 bis 2015 als EN, von 2004 bis 2008 als NZ. In Berlin Ostbahnhof wurde er mit dem EN Jan Kiepura aus Warschau vereinigt und beide Teile fuhren anschließend gemeinsam nach Oberhausen weiter. Teilweise wurde dieser Zug auch als CNL geführt.
Zugnummer: 456/457
| Laufweg |
| --- |
| Praha – Praha-Holešovice – Ústí nad Labem – Děčín – Bad Schandau – Dresden – Dresden-Neustadt – Berlin Ost – Berlin – Bielefeld – Hamm – Dortmund – Hagen – Wuppertal – Köln – Düsseldorf – Duisburg – Oberhausen |

2014 gab es eine tägliche Verbindung zwischen Prag und Amsterdam.
| Laufweg |
| --- |
| Amsterdam – Utrecht – Arnhem – Emmerich – Duisburg – Düsseldorf – Köln – Wuppertal – Dortmund – Hamm – Bielefeld – Hannover – Berlin – Berlin Südkreuz – Dresden – Bad Schandau – Děčín – Ústí nad Labem – Praha-Holešovice – Praha |

#### EN Metropol
Bis zum Fahrplanwechsel im Dezember 2017 verkehrte einmal täglich ein EN der Ungarischen Staatsbahnen (MÁV) zwischen Budapest und Berlin. Von 1995 bis 1997 bestand eine Verbindung als D, die in Berlin-Lichtenberg begann. 2009 stellte man auf einen EN um. 2009 begannen die Züge in Berlin-Wannsee. Seit 2010 war Berlin Hbf der Ausgangspunkt.
Zugnummer: 378/379 (bis 1997) | 476/477 (ab 1998)
| Laufweg |
| --- |
| Budapest Keleti – Vác – Szob – Štúrovo – Nove Zamky – Bratislava – Kúty – Břeclav – Brno – Pardubice – Praha – Praha-Holešovice – Ústí nad Labem – Děčín – Bad Schandau – Dresden – Berlin Südkreuz – Berlin |

Ab Břeclav bestanden Kurswagen nach Wien.
Zugnummer: 40406/40477
| Laufweg                          |
| -------------------------------- |
| – Břeclav – Wien Meidling – Wien |

#### EN Nord-Express
Der EN Nord-Express verkehrte 1997 täglich zwischen Kopenhagen und Köln. Teilweise wurde noch weiter bis Aachen gefahren.
Zugnummer: 232/233
| Laufweg |
| --- |
| København – Høje Taastrup – Ringsted – Odense – Kolding – Padborg – Flensburg – Hamburg – Bremen – Osnabrück – Münster – Essen – Duisburg – Düsseldorf – Köln – Aachen |

#### EN Orient-Express
Der EN Orient-Express verkehrte von 2004 bis 2007 zwischen Paris und Wien. Ab 2008 wurde der Abschnitt Paris – Strasbourg nicht mehr bedient und es wurden auch deutlich weniger Zwischenhalte bedient. 2009 stelle man diese Verbindung komplett ein.
Zugnummer: 262/263 (bis 2007) | 264/265 (2008) | 468/469 (2009)
| Laufweg |
| --- |
| Paris-Est – Chalons – Nancy – Strasbourg – Kehl – Baden-Baden – Karlsruhe – Pforzheim – Stuttgart – Göppingen – Geislingen – Ulm – Neu-Ulm – Günzburg – Augsburg – München-Pasing – München Ost – Salzburg – Attnang-Puchheim – Wels – Linz – St. Pölten – Wien Hütteldorf – Wien West |

#### EN Spree-Donau-Kurier/Donau-Spree-Kurier
Der EN Spree-Donau-Kurier (aus Richtung Berlin) bzw. der EN Donau-Spree-Kurier (aus Richtung Budapest) verkehrte täglich zwischen beiden Städten bis 2000.
Zugnummer: 228/229 (1998 – 2006) | 428/429 (2007 – 2008)
| Laufweg |
| --- |
| Berlin Ost – Berlin Zoologischer Garten – Berlin-Wannsee – Dessau – Leipzig – Naumburg – Jena Saalbf – Passau – Wels – Linz – St. Pölten – Wien Hütteldorf – Wien West – Bruck – Hegyeshalom – Győr – Budapest-Keleti |

Ab 2001 wurde noch bis Wien gefahren. Auch der Laufweg veränderte sich.
| Laufweg |
| --- |
| Berlin Ost – Berlin Zoologischer Garten – Berlin-Wannsee – Dessau – Bitterfeld – Leipzig – Naumburg – Jena Paradies – Saalfeld – Bamberg – Nürnberg – Regensburg – Passau – Wels – Linz – St. Pölten – Wien Hütteldorf – Wien West |

Ab 2006 begannen die Züge in Berlin-Wannsee. 2008 strich man diese Verbindung.
| Laufweg |
| --- |
| Berlin-Wannsee – Berlin Zoologischer Garten – Berlin Ost – Flughafen Berlin-Schönefeld – Wittenberg – Leipzig – Naumburg – Jena Paradies – Saalfeld – Bamberg – Nürnberg – Passau – Schärding – Wels – Linz – St. Valentin – Amstetten – St. Pölten – Wien Hütteldorf – Wien West |

### NZ
Die Zuggattung NZ (= Nachtzug) bestand in den Jahren 1999 bis 2008. Diese waren typische Nachtzüge.

#### Berlin – München
Zwischen 1999 und 2005 gab es Montag bis Samstag dieser Verbindung zwischen Berlin und München.
Zugnummer: 1500/1501 (1999) | 1900/1901 (2000–2005)
| Laufweg |
| --- |
| Berlin-Lichtenberg – Berlin Ost – Berlin Zoologischer Garten – Berlin-Wannsee – Halle – Augsburg – München – München Ost |

#### Berlin – Bonn
Von 1999 bis 2000 verkehrte täglich ein NZ zwischen Berlin und Bonn.
Zugnummer: 1548/1549 (1999) | 1948/1949 (2000)
| Laufweg |
| --- |
| Berlin-Lichtenberg – Berlin Ost – Berlin Zoologischer Garten – Berlin-Wannsee – Potsdam – Magdeburg – Dortmund – Bochum – Essen – Duisburg – Köln – Bonn – Bonn-Bad Godesberg |

#### Berlin – Dresden
Dieser täglich verkehrende NZ zwischen Berlin und Dresden kam als NZ 1949 aus Hagen und fuhr nach Dresden weiter. 2004 bestand diese Verbindung.
Zugnummer: 1978/1979 (2004) | 378/379 (2006) | 378 (2007) | 467/477 (2008)
| Laufweg                                                      |
| ------------------------------------------------------------ |
| – Berlin-Lichtenberg – Flughafen Berlin-Schönefeld – Dresden |

Von 2005 bis 2008 fuhr dieser NZ täglich zwischen Berlin und Prag. Er kam dabei als NZ 1449 aus Hagen.
| Laufweg                                                            |
| ------------------------------------------------------------------ |
| – Bad Schandau – Děčín – Ústí nad Labem – Praha-Holešovice – Praha |

#### Berlin – Paris
Es verkehrte täglich ein NZ zwischen Berlin und Paris. Zwischen 2000 und 2008 wurde diese Verbindung angeboten.
Zugnummer: 242/243
| Laufweg |
| --- |
| Berlin Ost – Berlin Zoologischer Garten – Berlin-Spandau – Hannover – Bielefeld – Liège-Guillemins – Brüssel-Süd – Paris-Nord |

Bis 1999 bestand eine sehr ähnliche Verbindung zwischen beiden Städten als D.
| Laufweg |
| --- |
| Berlin Zoologischer Garten – Berlin-Wannsee – Potsdam Stadt – Magdeburg – Braunschweig – Hannover – Bielefeld – Verviers – Namur – Charleroi Süd – St. Quentin – Paris-Nord |

#### Binz – Dortmund
Dieser NZ verkehrte täglich zwischen Stralsund und Dortmund. In der Saison begann die Fahrt bereits in Binz. In der Gegenrichtung startete der Zug aber erst in Hagen. Diese Verbindung wurde von 2001 bis 2007 angeboten. Aus Richtung Hagen gab es ? – 2006 – ? Kurswagen nach Prag und nach Kopenhagen. Aus Richtung Stralsund/Binz fuhren Kurswagen nach München.
Zugnummer: 1948/1949 (2001 – 2005) | 1448/1449 (2006 – 2007)
| Laufweg |
| --- |
| Binz – Bergen – Stralsund – Greifswald – Züssow – Pasewalk – Prenzlau – Eberswalde – Berlin-Lichtenberg – Berlin Ost – Berlin Zoologischer Garten – Berlin-Wannsee – Potsdam – Magdeburg – Bochum – Essen – Duisburg – Düsseldorf – Köln – Solingen-Ohligs – Wuppertal – Hagen – Dortmund |

#### Dortmund – Prag
2003 existierte zwischen Dortmund und Prag eine tägliche Verbindung.
Zugnummer: 370/371
| Laufweg |
| --- |
| Dortmund – Halle – Leipzig/Halle Flughafen – Leipzig – Dresden – Bad Schandau – Děčín – Ústí nad Labem – Praha-Holešovice – Praha |

#### Dortmund – München
Zwischen München und Dortmund verkehrte täglich ein NZ von 1999 bis 2001.
Zugnummer: 1510/1511 (1999) | 1914/1915 (2000 – 2003) | 1916/1917 (2003)
| Laufweg |
| --- |
| Dortmund – Bochum – Essen – Duisburg – Düsseldorf – Köln – Koblenz – Stuttgart – Göppingen – Ulm – Augsburg – München |

Zwischen Dortmund und München gab es im Zeitraum von 2001 bis 2003 eine tägliche Verbindung. Samstags wurde in der Saison noch weiter bis Garmisch-Partenkirchen gefahren.
| Laufweg |
| --- |
| Dortmund – Bochum – Essen – Duisburg – Düsseldorf – Köln – Bonn – Koblenz – Stuttgart – Plochingen – Göppingen – Geislingen – Ulm – Günzburg – Augsburg – München – München Ost – Weilheim – Murnau – Oberau – Garmisch-Partenkirchen |

#### Hamburg – Paris
Von 2000 bis 2007 bestand eine tägliche Verbindung von Hamburg nach Dortmund. Bis Dortmund fuhr dieser mit IC 2021 vereinigt als IC 2021 und setzte seine Fahrt als NZ 242 nach Paris-Nord fort. Zuvor hat es ihn als Schnellzug gegeben.
Zugnummer: 236/237
| Laufweg |
| --- |
| Hamburg-Altona – Hamburg Dammtor – Hamburg – Hamburg-Harburg – Bremen – Osnabrück – Münster – Dortmund – Liège-Guillemins – Brüssel-Süd – Paris-Nord |

#### Hamburg – München
Von 1999 bis 2005 existierte eine tägliche Verbindung zwischen Hamburg und München.
Zugnummer: 1588/1589 (1999) | 1988/1989 (2000 – 2005)
| Laufweg |
| --- |
| Hamburg-Altona – Hamburg Dammtor – Hamburg – Hamburg-Harburg – Bremen – Hannover – Augsburg – München – München Ost |

#### Norddeich – München
Dieser NZ stellte in der Saison samstags und sonntags eine Verbindung zwischen Norddeich und München her. Diese Verbindung wurde von 2000 bis 2003 angeboten.
Zugnummer: 1910/1911 (2000; 2003) | 1912/1913 (2001)
| Laufweg |
| --- |
| Norddeich Mole – Norddeich – Norden – Emden – Leer – Meppen – Lingen – Rheine – Münster – Dortmund – Bochum – Essen – Duisburg – Düsseldorf – Köln – Bonn – Koblenz – Stuttgart – Göppingen – Ulm – Augsburg – München |

#### Stuttgart – Binz
Täglich verkehrte dieser NZ zwischen Stuttgart und Stralsund. In der Sommersaison wurde noch bis Binz gefahren. In den Jahren 1999 und 2000 wurde diese Verbindung angeboten.
Zugnummer: 1550/1551 (1999) | 1950/1951 (2000)
| Laufweg |
| --- |
| Stuttgart – Bietigheim-Bissingen – Mühlacker – Bruchsal – Heidelberg – Darmstadt – Frankfurt – Hanau – Fulda – Potsdam – Berlin-Wannsee – Berlin Zoologischer Garten – Berlin Ost – Eberswalde – Prenzlau – Pasewalk – Züssow – Greifswald – Stralsund – Bergen – Binz |

#### Stuttgart – Hamburg
Von 1999 bis 2001 existierte eine tägliche Verbindung zwischen Stuttgart und Hamburg.
Zugnummer: 1598/1599 (1999) | 1998/1999 (2000 – 2001) | 236/237 (2003)
| Laufweg |
| --- |
| Stuttgart – Kornwestheim – Bietigheim-Bissingen – Bruchsal – Heidelberg – Darmstadt – Frankfurt – Bremen – Hamburg-Harburg – Hamburg – Hamburg Dammtor – Hamburg-Altona |

#### Stuttgart – Fulda
2001 verkehrte zwischen Stuttgart und Fulda ein täglicher Zug. In Fulda wurde nur zu betrieblichen Zwecken gehalten. Dort fuhr er als EN 482 Hans Christian Andersen nach Kopenhagen weiter.
Zugnummer: 1950/1951 (2001)
| Laufweg                                                  |
| -------------------------------------------------------- |
| Stuttgart – Vaihingen – Heidelberg – Frankfurt – Hanau – |

#### Mannheim – Florenz
2003 gab es täglich eine Verbindung zwischen Mannheim und Florenz.
Zugnummer: 300/301 (2003–2008) | 1300 (2007–2008)
| Laufweg                                                                                          |
| ------------------------------------------------------------------------------------------------ |
| Mannheim – Karlsruhe – Bellinzona – Lugano – Chiasso – Como – Monza – Milano – Bologna – Firenze |

Von 2004 bis 2006 existierte eine tägliche Verbindung zwischen Dortmund und Mailand. Samstags endeten die Züge in Florenz.
| Laufweg |
| --- |
| Dortmund – Bochum – Essen – Duisburg – Düsseldorf – Köln – Bonn – Koblenz – Mainz – Frankfurt – Mannheim – Karlsruhe – Chiasso – Como – Monza – Milano – Bologna – Firenze |

2006 endeten an einigen Tagen im Jahr die Züge in Turin. 2007 bis 2008 wurde täglich zwischen Dortmund und Mailand gefahren.
Von 1994 bis 2001 gab es diese Verbindung bereits als Schnellzug. An einigen Tagen der Woche wurde weiter bis Florenz gefahren.

#### München – Paris
Im Zeitraum von 2003 bis 2008 bestand eine tägliche Verbindung zwischen München und Paris.
Zugnummer: 260/261
| Laufweg                                                                              |
| ------------------------------------------------------------------------------------ |
| München – Augsburg – Ulm – Göppingen – Stuttgart – Pforzheim – Karlsruhe – Paris-Est |

#### München– Florenz
Von 2003 bis 2007 existierte ein täglicher NZ zwischen München und Florenz.
Zugnummer: 288/289 (2003; 2005 – 2007)
| Laufweg |
| --- |
| München – Rosenheim – Kufstein – Wörgl – Innsbruck – Brenner – Bozen – Trento – Verona Porta Nuova – Nogara – San Felice – Bologna – Firenze |

### Schnellzüge
Der Schnellzug (D) war bis zu Beginn des 21. Jahrhunderts sowohl im Tages- als auch im Nachtverkehr eine verbreitete Zuggattung im Fernverkehr. Die nächtlichen Verbindungen ins Ausland wurden mehr und mehr eingestellt oder in andere Zuggattungen umgewandelt. Nach der Jahrtausendwende gab es nur noch vereinzelt Nachtzüge, die als Schnellzüge geführt wurden. Dies betraf in erster Linie Nachtzüge nach Russland.

#### Alfred Nobel
Der Alfred Nobel verkehrte täglich zwischen Hamburg und Stockholm. Bis Helsingborg, nur Betriebshalt (Fährauslad), fuhr der Zug mit dem D 390 (Hamburg – Göteborg) als D 290. Er existierte bis 1995.
Zugnummer: 290/291 (bis 1995) | 390/391 (bis 1995)
| Laufweg |
| --- |
| Hamburg – Lübeck – Puttgarden – Kopenhagen – Helsingør – Helsingborg F – Hässleholm – Alvesta – Nässjö – Mjölby – Linköping – Norrköping – Nyköping – Södertälje – Stockholm Syd – Stockholm |

Ein Zugteil fuhr bis 1995 ab Helsingborg weiter nach Göteborg.
| Laufweg                                      |
| -------------------------------------------- |
| – Halmstad – Falkenberg – Varberg – Göteborg |

#### Amstelland
Der Amstelland verkehrte bis 1996 und 1999 täglich zwischen Berlin und Amsterdam. 1996 wurde er bis Schiphol verlängert. 1997 und 1998 bestand eine nächtliche IR-Verbindung. Allerdings wurde nur von Berlin nach Amsterdam als IR 340 „Amstelland“ gefahren. Die Gegenrichtung wurde nicht bedient. 1997 war der Bahnhof Zoo der Ausgangspunkt, ein Jahr später der Ostbahnhof.
Zugnummer: 340/341
| Laufweg |
| --- |
| Berlin Ost – Berlin Zoologischer Garten – Berlin-Spandau – Brandenburg – Magdeburg – Braunschweig – Hannover – Minden – Osnabrück – Rheine – Bad Bentheim – Hengelo – Almelo – Deventer – Apeldoorn – Amersfoort – Amsterdam – Schiphol Airport |

#### Arkona
Der Arkona verkehrte täglich zwischen Basel und Stralsund. In der Saison wurde noch bis Binz gefahren. In dieser Form gab den Arkona bis 1997.
Zugnummer: 350/351
| Laufweg |
| --- |
| Binz – Bergen – Stralsund – Rostock – Bad Kleinen – Schwerin – Wittenberge – Magdeburg – Halle – Erfurt – Bebra – Fulda – Frankfurt – Darmstadt – Heidelberg – Bruchsal – Karlsruhe – Baden-Baden – Offenburg – Freiburg – Müllheim – Basel Bad Bf – Basel SBB |

1998 war Ribnitz-Damgarten der Endpunkt. Danach wurde diese Verbindung als solche ganz gestrichen.
| Laufweg |
| --- |
| Ribnitz-Damgarten West – Rostock – Bützow – Bad Kleinen – Schwerin – Ludwigslust – Wittenberge – Stendal – Magdeburg – |

#### Balt-Orient-Express
Der Balt-Orient-Express fuhr täglich zwischen Berlin und Bukarest. Diese Verbindung wurde bis 1995 angeboten.
Zugnummer: 372/373 (bis 1994) | 1072/107 (1995)
| Laufweg |
| --- |
| Berlin-Lichtenberg – Flughafen Berlin-Schönefeld – Dresden-Neustadt – Dresden – Děčín – Ústí nad Labem – Praha-Holešovice – Brno – Břeclav – Kúty – Bratislava – Nove Zamky – Štúrovo – Budapest-Keleti – Lőkösháza – Curtici – București Nord |

#### Brenner-Express
Der Brenner-Express fuhr bis 2001 täglich zwischen München und Florenz.
Zugnummer: 288/289
| Laufweg |
| --- |
| München – Rosenheim – Kufstein – Wörgl – Innsbruck – Brenner – Brixen – Bozen – Mezzocorona – Trento – Rovereto – Verona – Nogara – Bologna – Firenze |

#### Csardas
Der Csardas verband täglich Malmö und Budapest miteinander. Zwischen Trelleborg und Sassnitz wurden die Züge trajektiert. Bis 1998 existierte diese Verbindung.
Zugnummer: 1010/1011 (bis 1995) | 1110/1111 (1996–1997) | 310/311 (1998)
| Laufweg |
| --- |
| Malmö – Trelleborg – Sassnitz Hafen – Sassnitz – Bergen – Stralsund – Greifswald – Berlin-Lichtenberg – Dresden – Bad Schandau – Děčín – Praha-Holešovice – Brno – Kúty – Bratislava – Rajka – Budapest-Keleti |

#### Dolomiten-Express
Der  Dolomiten-Express verkehrte am Wochenende zwischen Dortmund und Bozen. Bis 2001 hat man diese Verbindung angeboten.
Zugnummer: 1122/1123 (1994–1995) | 1124/1125 (1994 – 2001; 2003) | 1126/1127 (2001; 2004)
| Laufweg |
| --- |
| Dortmund – Bochum – Essen – Duisburg – Düsseldorf – Köln – Bonn – Koblenz – Mainz – Frankfurt – Würzburg – München Ost – Rosenheim – Kufstein – Wörgl – Jenbach – Innsbruck – Matrei – Steinach – Brenner – Franzensfeste – Klausen – Bozen |

#### Gedania
Der  Gedania verkehrte bis 1999 täglich zwischen Berlin und Gdingen.
Zugnummer: 320/321
| Laufweg |
| --- |
| Berlin-Lichtenberg – Bernau – Eberswalde – Angermünde – Tantow – Szczecin Gumieńce – Szczecin Główny – Gdynia Główna |

#### Hellas-Express
Der Hellas-Express verkehrte von 1963 bis 1988/89 täglich zwischen Dortmund (1989 München) und Athen.
Zugnummer: 334/335
| Laufweg |
| --- |
| Dortmund – Mannheim – Stuttgart – München – Salzburg – Villach – Laibach – Zagreb – Belgrad – Niš – Skopje – Gevgelija – Thessaloniki – Athen |

#### Istanbul-Express
Der Istanbul-Express verkehrte von 1965 bis 1993 täglich zwischen München und Istanbul.
Zugnummer: 412/413
| Laufweg |
| --- |
| München – Salzburg – Villach – Laibach – Zagreb – Belgrad – Niš – Sofia – Plowdiw – Swilengrad –Edirne – Kapıkule – Istanbul-Sirkeci |

#### Italia-Express
Den Italia-Express gab es 1995 täglich zwischen Dortmund und Rom.
Zugnummer: 1204/1205
| Laufweg |
| --- |
| Dortmund – Bochum – Essen – Duisburg – Düsseldorf – Köln – Bonn – Koblenz – Mainz – Worms – Mannheim – Karlsruhe – Baden-Baden – Offenburg – Freiburg – Basel Bad Bf – Domodossola – Milano Lambrate – Bologna – Firenze – Roma |

1996 existierte ein täglicher „Italia-Express“ zwischen Köln und Rom.
1997 gab es nochmals einen „Italia-Express“, der in der Sommersaison täglich zwischen Köln und Florenz verkehrte.

#### Kärnten-Express
Der Kärnten-Express stellte bis 2001 eine tägliche Verbindung zwischen Hamburg und Klagenfurt her.
Zugnummer: 1298/1299 (1994 – 1995) | 1198/1199 (1996 – 2001) | 1196/1197 (2001)
| Laufweg |
| --- |
| Hamburg-Altona – Hamburg Dammtor – Hamburg – Hamburg-Harburg – Lüneburg – Uelzen – Celle – Hannover – Göttingen – Würzburg – München Ost – Rosenheim – Freilassing – Salzburg – Golling-Abtenau – Bischofshofen – St. Johann – Dorfgastein – Bad Hofgastein – Bad Gastein – Mallnitz-Obervellach – Spittal-Millstättersee – Villach – Velden – Pörtschach – Krumpendorf – Klagenfurt |

#### Kashtan
Der Kashtan fuhr 2009 und von 2011 bis 2012 täglich zwischen Berlin und Kiew. Sein Laufweg unterschied sich allerdings von dem des Kiev-Expresses.
Zugnummer: 440/441 (2009; 2011–2012) | 444/445 (2009; 2011–2012) | 1240/1241 (2013)
| Laufweg |
| --- |
| Berlin Zoologischer Garten – Berlin – Berlin Ost – Frankfurt (Oder) – Rzepin – Poznań – Kutno – Warszawa – Warszawa Wschodnia – Dęblin – Puławy Miasto – Lublin – Chełm – Dorohusk – Jagodin – Kowel – Rafaliwka – Sarny – Korosten – Kyjiw |

2013 gab es nochmals einen Schnellzug unter dem Namen „Kashtan“, der zwischen Berlin und Warschau verkehrte. Er fuhr aber nur an einzelnen Tagen im Jahr.
| Laufweg                                                                                     |
| ------------------------------------------------------------------------------------------- |
| Berlin-Gesundbrunnen – Berlin-Lichtenberg – Rzepin – Poznań – Warszawa – Warszawa Wschodnia |

#### Kiev-Express
Der Kiev-Express fuhr täglich zwischen Berlin und Kiew. Bis 1994 bestand diese Verbindung.
Zugnummer: 248/249
| Laufweg |
| --- |
| Berlin-Lichtenberg – Frankfurt – Kunowice – Rzepin – Poznań Główny – Warszawa – Warszawa Wschodnia – Terespol – Brest – Kyjiw |

#### Luna
Den Luna gab es bis 1998 täglich zwischen Norddeich und München.
Zugnummer: 1924/1925 (1994)
| Laufweg |
| --- |
| Norddeich Mole – Norddeich – Norden – Emden – Leer – Lingen – Rheine – Münster – Hamm – Dortmund – Bochum – Essen – Duisburg – Düsseldorf – Köln – Bonn – Koblenz – Ingolstadt – München – München Ost |

#### Sassnitz-Express
Der Sassnitz-Express verkehrte 1993 und 1994 täglich zwischen Berlin und Malmö, auch 1997 verband er – mit leicht geänderten Halten, siehe untere Tabelle – täglich die beiden Städte.
Zugnummer: 318/319
| Laufweg |
| --- |
| Berlin Ost – Eberswalde – Greifswald – Stralsund Rügendamm – Bergen – Sassnitz – Sassnitz Hafen – Trelleborg – Malmö |

| Laufweg                                                                                |
| -------------------------------------------------------------------------------------- |
| Berlin-Lichtenberg – Eberswalde – Greifswald – Stralsund – Bergen – Trelleborg – Malmö |

#### Meteor
Der Meteor verkehrte bis 1997 an einigen Tagen zwischen Hamburg und München.
Zugnummer: 1988/1989 (bis 1995) | 1588/1589 (1996)
| Laufweg |
| --- |
| Hamburg-Altona – Hamburg Dammtor – Hamburg – Hamburg-Harburg – Bremen – Hannover – Augsburg – München – München Ost |

#### Nils Holgersson
Der Nils Holgersson fuhr täglich von Berlin nach Malmö. Von 1998 bis 2000 wurde diese Verbindung angeboten.
Zugnummer: 318/319
| Laufweg |
| --- |
| Berlin Zoologischer Garten – Berlin Ost – Eberswalde – Pasewalk – Greifswald – Stralsund Rügendamm – Bergen – Sassnitz Hafen – Trelleborg – Malmö |

#### Nord-Express
Der Nord-Express fuhr täglich zwischen Oostende und Kopenhagen. Bis 1997 gab es ihn.
Zugnummer: 232/233
| Laufweg |
| --- |
| Ostende – Brugge – Gent-St. Pieters – Brüssel-Süd – Bruxelles – Brüssel-Nord – Leuven – Liège-Guillemins – Verviers – Aachen – Köln – Düsseldorf – Duisburg – Essen – Münster – Osnabrück – Bremen – Hamburg – Lübeck – Puttgarden – Rødby – Nykøbing – Naestved – Høje Taastrup – København |

#### Nord-West-Express
Der Nord-West-Express verkehrte täglich zwischen Amsterdam und Kopenhagen. Er existierte bis 1997.
Zugnummer: 1236/1237
| Laufweg |
| --- |
| Amsterdam – Amersfoort – Hengelo – Bad Bentheim – Rheine – Bremen – Hamburg – Lübeck – Puttgarden – Rødby – Nykøbing – Naestved – Høje Taastrup – København |

#### Orient-Express
Den Orient-Express gab es täglich zwischen Paris und Budapest. Bis 2001 wurde diese Verbindung angeboten.
Zugnummer: 262/263
| Laufweg |
| --- |
| Paris-Est – Nancy – Luneville – Sarrebourg – Saverne – Strasbourg – Kehl – Karlsruhe – Stuttgart – München Ost – Salzburg – Attnang-Puchheim – Wels – Linz – St. Valentin – Amstetten – St. Pölten – Wien Hütteldorf – Wien West – Bruck – Hegyeshalom – Győr – Budapest-Keleti |

#### Ost-West-Express
Der Ost-West-Express verkehrte bis 1997 täglich zwischen Brüssel und Moskau.
Zugnummer: 240/241
| Laufweg |
| --- |
| Brüssel-Süd – Brüssel-Nord – Liège-Guillemins – Aachen – Köln – Düsseldorf – Duisburg – Essen – Dortmund – Hamm – Bielefeld – Hannover – Braunschweig – Magdeburg – Frankfurt (Oder) – Kunowice – Rzepin – Poznań – Warszawa – Warszawa Wschodnia – Terespol – Brest – Minsk – Orscha – Smolensk – Wjasma – Moskwa-Belorusskaja |

#### Ostsee-Express
Bis 1995 existierte der Ostsee-Express zwischen Kopenhagen und Berlin. Er fuhr täglich.
Zugnummer: 308/309 (bis 1995) | 1309 (1995)
| Laufweg |
| --- |
| København – Høje Taastrup – Naestved – Nykøbing – Gedser – Warnemünde – Rostock – Güstrow – Waren – Neustrelitz – Fürstenberg – Oranienburg – Berlin-Lichtenberg |

#### Riviera-Express
Der Riviera-Express verkehrte zuletzt täglich in der Sommersaison zwischen Köln und Pisa. Teilweise wurde noch bis Livorno gefahren. 1998 bis 1999 wurde die Verbindung als D angeboten.
Zugnummer: 1204/1205
| Laufweg |
| --- |
| Köln – Bonn – Koblenz – Mainz – Worms – Mannheim – Heidelberg – Karlsruhe – Baden-Baden – Offenburg – Freiburg – Basel Bad Bf – Chiasso – Milano Lambrate – Pavia – Genova Piazza Principe – Genova Brignole – Rapallo – Chiavari – Sestri Levante – La Spezia – Viareggio – Pisa – Livorno |

2001 und 2002 gab es von Dortmund nach Rimini als Riviera-Express saisonal an einigen Tagen der Woche eine Verbindung als DZ.
Zugnummer: 13326/13327
| Laufweg |
| --- |
| Dortmund – Bochum – Essen – Duisburg – Düsseldorf – Köln Messe/Deutz – Bonn-Beuel – Neuwied – Mainz – Mannheim – Heidelberg – Karlsruhe – Offenburg – Freiburg – Genova Piazza Principe – San Margherita – Sestri Levante – Monterossa – La Spezia – Viareggio – Pisa – Livorno |

#### Sanssouci
Der Sanssouci existierte bis 1995. Er fuhr täglich zwischen Berlin und Wien.
Zugnummer: 376/377
| Laufweg |
| --- |
| Berlin-Lichtenberg – Flughafen Berlin-Schönefeld – Dresden-Neustadt – Dresden – Bad Schandau – Děčín – Ústí nad Labem – Praha-Holešovice – Brno – Břeclav – Hohenau – Wien Süd |

#### Saxonia
Der Saxonia existierte bis 2000 und verkehrte täglich zwischen Dresden und Fonyód. Er verkehrte in der längsten Zeit seines Bestehens saisoniert nur im Sommer.
Zugnummer: 1278/1279
| Laufweg |
| --- |
| Dresden – Bad Schandau – Děčín – Praha-Holešovice – Brno Kralovo – Břeclav – Kúty – Bratislava – Nove Zamky – Komarno – Komarum – Székesfehérvár – Fonyód |

#### Schweiz-Express
Der Schweiz-Express fuhr bis 2001 täglich zwischen Amsterdam und Basel. Einige Züge wurden bis Chur verlängert.
Zugnummer: 202/203 (bis 2001) | 1202/1203 (1995)
| Laufweg |
| --- |
| Amsterdam – Utrecht – Arnhem – Emmerich – Wesel – Oberhausen – Duisburg – Düsseldorf – Köln – Bonn – Koblenz – Mainz – Frankfurt Flughafen – Darmstadt – Heidelberg – Bruchsal – Karlsruhe – Baden-Baden – Offenburg – Freiburg – Basel Bad Bf – Basel SBB – Zürich – Landquart – Chur |

#### Skiexpress
Der Skiexpress verkehrte freitags und samstags in der Saison zwischen Brüssel und Innichen. 1995 gab es diese Verbindung.
Zugnummer: 1116/1117
| Laufweg |
| --- |
| Brüssel-Süd – Brüssel-Nord – Liège-Guillemins – Verviers – Rosenheim – Kufstein – Wörgl – Jenbach – Innsbruck – Steinach – Brenner – Gossensass – Sterzing – Franzensfeste – Bruneck – Toblach – Innichen |

#### Ski-Express Schweiz
Der Ski-Express Schweiz verkehrte in der Saison freitags zwischen Dortmund und Chur. Er existierte von 1996 bis 2001. Bis 2004 wurde er noch als UEx angeboten.
Zugnummer: 1202/1203
| Laufweg |
| --- |
| Dortmund – Bochum – Essen – Duisburg – Düsseldorf – Köln – Bonn – Koblenz – Basel Bad Bf – Zürich Altstetten – Landquart – Chur |

#### Spree-Alpen-Express
Der Spree-Alpen-Express verkehrte in der Saison freitags zwischen Berlin und Verona. Er existierte bis 1998.
Zugnummer: 1182/1183 | 1282/1283
| Laufweg |
| --- |
| Berlin Zoologischer Garten – Berlin-Wannsee – Dessau – Halle – Rosenheim – Oberaudorf – Kiefersfelden – Kufstein – Brixlegg – Jenbach – Schwaz – Innsbruck – Matrei – Steinach – Brenner – Sterzing – Franzensfeste – Brixen – Klausen – Bozen – Auer – Mezzocorona – Trento – Rovereto – Verona |

#### St. Petersburg-Express
Bis 1997 fuhr der St. Petersburg-Express täglich zwischen Berlin und St. Petersburg.
Zugnummer: 298/299
| Laufweg |
| --- |
| Berlin-Lichtenberg – Frankfurt (Oder) – Kunowice – Rzepin – Poznań – Warszawa Gdańska – Kuźnica Białostocka – Grodno – Vilnius – Daugavpils – Pskow – Sankt-Peterburg-Warszawski |

#### Stanislaw Moniuszko
Der Stanislaw Moniuszko existierte 2009 und verkehrte täglich zwischen Berlin und Warschau.
Zugnummer: 448/449
| Laufweg |
| --- |
| Berlin-Gesundbrunnen – Berlin-Lichtenberg – Kostrzyn – Gorzów – Krzyż – Piła – Bydgoszcz – Toruń – Aleksandrów – Włocławek – Kutno – Łowicz – Sohaczew – Warszawa Zachodnia – Warszawa – Warszawa Wschodnia |

? – 2010 – ? gab es einen täglichen Zug zwischen Berlin und Posen, der anschließend in drei verschiedene Richtungen fuhr, nämlich nach Warschau, Gdingen und Krakau. Die Wagengruppe nach Gdingen wurde nochmals in Dirschau geteilt. Ein Teil fuhr dann noch nach Königsberg.
| Berlin Zoologischer Garten – Berlin – Berlin Ost – Frankfurt – Rzepin – Poznań – | – Poznań – Warszawa Zachodnia – Warszawa – Warszawa Wschodnia                                   |
| Berlin Zoologischer Garten – Berlin – Berlin Ost – Frankfurt – Rzepin – Poznań – | – Poznań – Bydgoszcz – Laskowice – Tczew – Gdańsk – Sopot – Gdynia                              |
| Berlin Zoologischer Garten – Berlin – Berlin Ost – Frankfurt – Rzepin – Poznań – | – Tczew – Elbląg – Mamonowo – Kaliningrad                                                       |
| Berlin Zoologischer Garten – Berlin – Berlin Ost – Frankfurt – Rzepin – Poznań – | – Poznań – Leszno – Wrocław – Opole – Gliwice – Zabrze – Katowice – Jaworzno Szczakowa – Kraków |

#### Viking-Express
Der Viking-Express verkehrte täglich zwischen Paris und Kopenhagen. Er existierte bis 1995.
Zugnummer: 1232/1233
| Laufweg |
| --- |
| Paris-Nord – Maubeuge – Jeumont – Charleroi Sud – Namur – Liège-Guillemins – Verviers – Aachen – Köln – Düsseldorf – Osnabrück – Hamburg – Puttgarden – Rødby – Nykøbing – Naestved – Høje Taastrup – København |

#### Vorarlberg-Express
Der Vorarlberg-Express verkehrte freitags in der Saison zwischen Dortmund und Innsbruck. Bis 2001 wurde diese Verbindung angeboten.
Zugnummer: 1018/1019 (bis 1995) | 1118/1119 (1996 – 2001)
| Laufweg |
| --- |
| Dortmund – Bochum – Essen – Duisburg – Düsseldorf – Köln – Bonn-Beuel – Koblenz – Ulm – Biberach – Aulendorf – Ravensburg – Friedrichshafen Stadt – Lindau – Bregenz – Dornbirn – Hohenems – Feldkirch – Bludenz – Langen – St. Anton – Landeck – Imst-Pitztal – Ötztal – Innsbruck |

#### Schnellzüge ohne Namen

##### Amsterdam – Rimini
Bis 1995 gab es eine tägliche Verbindung zwischen Amsterdam und Rimini.
Zugnummer: 200/201
| Laufweg |
| --- |
| Amsterdam – Utrecht – Arnhem – Emmerich – Wesel – Oberhausen – Duisburg – Düsseldorf – Köln – Bonn – Koblenz – Mainz – Mannheim – Heidelberg – Karlsruhe – Bellinzona – Lugano – Chiasso – Como – Milano – Bologna – Ravenna – Cervia-Milano Marittima – Cesenatico – Rimini |

1996 und 1997 begann die Fahrt statt in Amsterdam in Dortmund.
| Laufweg                     |
| --------------------------- |
| Dortmund – Bochum – Essen – |

##### Amsterdam – Villach
Bis 1995 bestand freitags eine Verbindung zwischen Amsterdam und Villach.
Zugnummer: 1214/1215
| Laufweg |
| --- |
| Amsterdam – Utrecht – Arnhem – Emmerich – Wesel – Oberhausen – Duisburg – Düsseldorf – Köln – Bonn – Koblenz – Ulm – Augsburg – München Ost – Rosenheim – Salzburg – Bischofshofen – Badgastein – Spittal-Millstättersee – Villach |

##### Basel – Warschau
? – 2010 – ? gab eine tägliche Verbindung zwischen Basel und Warschau. Bis Fulda fuhr dieser Zug vereinigt mit dem CNL Komet (Basel – Hamburg).
Zugnummer: 50472 (2010) | 446/483/473 (2010)
| Laufweg |
| --- |
| Basel SBB – Basel Bad Bf – Freiburg – Offenburg – Karlsruhe – Mannheim – Frankfurt Süd – Berlin – Berlin Ost – Rzepin – Poznań – Konin – Kutno – Warszawa – Warszawa Wschodnia |

Im gleichen Jahr wurden Kurswagen nach Moskau mitgeführt, die in Warschau einem anderen Zug angegliedert wurden.
| Laufweg                                                                                                  |
| --- |
| – Siedlice – Terespol – Brest – Baranawitschy – Minsk – Orscha – Smolensk – Wjasma – Moskwa-Belorusskaja |

Gleichzeitig existierte noch eine Zugteil, das aus München, saisonal auch aus Innsbruck, kam und in Berlin mit dem Teil aus Basel vereinigt wurde.
| Laufweg |
| --- |
| Innsbruck – Jenbach – Wörgl – Kufstein – München – Ingolstadt – Nürnberg – Würzburg – Fulda – Hannover – Berlin – |

##### Berlin – Königsberg
2007 gab es eine tägliche Verbindung zwischen Berlin und Königsberg.
Zugnummer: 320/321
| Laufweg |
| --- |
| Berlin-Charlottenburg – Berlin Zoologischer Garten – Berlin – Berlin Ost – Szczecin Gumieńce – Szczecin – Szczecin Dąbie – Stargard Szczecinski – Chociwel – Runowo Pomorskie – Łobez – Świdwin – Białogard – Koszalin – Sławno – Słupsk – Lębork – Wejherowo – Gdynia – Sopot – Gdańsk Oliwa – Gdańsk Wrzeszcz – Gdańsk – Tczew – Malbork – Elbląg – Braniewo – Kaliningrad |

##### Berlin – Saratow
Bis 1996 verkehrte zwischen Berlin und Saratow an einigen Tagen in der Woche ein Schnellzug, der wie folgt fuhr. 1997 kamen die Halte Rjasan und Tambow hinzu.
Zugnummer: 1248/1249
| Laufweg |
| --- |
| Berlin-Lichtenberg – Frankfurt (Oder) – Kunowice – Rzepin – Poznań Starołęka – Terespol – Brest – Smolensk – Wjasma – Rjasan – Mitschurinsk – Tambow – Saratow |

Ab 1998 wurde wie folgt gefahren. Ab 2000 wurden in Warschau statt Warszawa Gdańska Warszawa Centralna und Warszawa Wschodnia bedient. Ebenfalls kamen hinzu die Halte Biała Podlaska und Bogiawlensk. Ab 2003 wurden auch Kirsanow, Umet, Tamala und Wertunowskaja bedient.
| Laufweg |
| --- |
| Berlin-Lichtenberg – Frankfurt (Oder) – Rzepin – Poznań Starołęka – Warszawa Gdańska – Siedlce – Terespol – Brest – Baranawitschy – Minsk – Orscha – Smolensk – Wjasma – Bekasowo – Rjasan – Rjaschsk – Mitschurinsk – Tambow – Rtischtschewo – Atkarsk – Saratow |

Ab 2007 begannen die Züge ihre Fahrt bereits im Bahnhof Zoo.
| Laufweg                                                        |
| -------------------------------------------------------------- |
| Berlin Zoologischer Garten – Berlin – Berlin Ost – Frankfurt – |

Bis 2012 wurde diese Verbindung zwischen Berlin und Saratow angeboten.

##### Berlin – Lörrach
1995 gab es zeitweise bei Bedarf einen Zug von Berlin nach Lörrach.
Zugnummer: 1458/1459
| Laufweg                                                     |
| ----------------------------------------------------------- |
| Berlin-Wannsee – Karlsruhe – Offenburg – Freiburg – Lörrach |

##### Berlin – Krakau
Bis 1997 verband ein täglicher Zug Berlin und Krakau mit folgendem Laufweg:
Zugnummer: 448/449
| Laufweg |
| --- |
| Berlin-Lichtenberg – Eisenhüttenstadt – Frankfurt – Kunowice – Rzepin – Wrocław – Katowice – Kraków Główny |

Von 1999 bis 2001 wurde wie folgt gefahren. Die Zahl der Unterwegsbahnhöfe wurde deutlich erhöht.
| Laufweg |
| --- |
| Berlin Zoologischer Garten – Berlin Ost – Frankfurt (Oder) – Kunowice – Rzepin – Zielona Góra – Nowa Sól – Głogów – Ścinawa – Wołów – Brzeg Dolny – Wrocław – Brzeg – Opole – Kędzierzyn Koźle – Gliwice – Zabrze – Katowice – Jaworzno Szczakowa – Trzebinia – Kraków |

2003 veränderte sich der Laufweg nochmals. Die Züge begannen ihre Fahrt bereits in Potsdam. 2004 starteten die Züge in Berlin-Lichtenberg. Die Zahl der Unterwegshalte reduzierte sich etwas. Danach wurde diese Verbindung gestrichen.
| Laufweg |
| --- |
| Potsdam – Berlin-Wannsee – Berlin Zoologischer Garten – Wrocław – Berlin Ost – Lübben – Lübbenau – Cottbus – Forst – Żary – Żagań – Legnica – Wrocław – |

##### Berlin – Klagenfurt
Zwischen Berlin und Klagenfurt existierte bis 1995 ein täglicher Schnellzug.
Zugnummer: 1208/1209
| Laufweg |
| --- |
| Berlin-Wannsee – Dessau – Halle – Rosenheim – Bad Endorf – Prien – Übersee – Traunstein – Freilassing – Salzburg – Golling-Abtenau – Bischofshofen – St. Johann – Schwarzach-St. Veit – Dorfgastein – Bad Hofgastein – Badgastein – Mallnitz-Obervellach – Spittal-Millstättersee – Villach – Velden – Pörtschach – Krumpendorf – Klagenfurt |

##### Dortmund – Paris
1994 existierte diese tägliche Verbindung zwischen Dortmund und Paris.
Zugnummer: 230/231
| Laufweg |
| --- |
| Dortmund – Bochum – Essen – Duisburg – Düsseldorf – Köln – Aachen – Verviers – Liège-Guillemins – Namur – Charleroi Süd – Jeumont – Maubeuge – Aulnoye – St. Quentin – Paris-Nord |

##### Frankfurt – Portbou
Zwischen Frankfurt und Portbou existierte bis 1995 ein täglicher Schnellzug. In der Regel bestand er aus einer Kurswagengruppe, die in Straßburg auf einen französischen Nachtzug überging. In Gegenrichtung begann er in Cerbère.
Zugnummer: 1173
| Laufweg |
| --- |
| Frankfurt – Mannheim – Karlsruhe – Baden-Baden – Kehl – Strasbourg – Mulhouse – Belfort – Avignon – Narbonne – Cerbère – Portbou |

##### Fredericia – Wörgl
Samstags und sonntags existierte von 1996 bis 1998 ein Zug von Hamburg nach Wörgl.
Zugnummer: 1184/1185
| Laufweg |
| --- |
| Hamburg-Altona – Hamburg Dammtor – Hamburg – Hamburg-Harburg – Lüneburg – Uelzen – Celle – Hannover – Göttingen – Würzburg – München Ost – Rosenheim – Kufstein – Wörgl |

Von 1999 bis 2001 wurde der Laufweg an einigen Tagen im Jahr noch bis Fredericia verlängert.
| Laufweg                                                                                                 |
| --- |
| Fredericia – Kolding – Linderskov – Vojens – Rødekro – Tinglev – Padborg – Flensburg – Hamburg-Altona – |

##### Hamburg – Oberstdorf
Bis 2001 verkehrte täglich ein Zug zwischen Hamburg und Oberstdorf. Bis 2003 wurde noch eine Verbindung als UEx angeboten.
Zugnummer: 1088/1089 (bis 1995) | 1584/1585 (1996 – 1999) | 1984/1985 (2000 – 2003)
| Laufweg |
| --- |
| Hamburg-Altona – Hamburg Dammtor – Hamburg – Hamburg-Harburg – Lüneburg – Hannover – Göttingen – Ulm – Kempten – Immenstadt – Sonthofen – Fischen – Oberstdorf |

##### Hamburg – Paris
Bis 1998 wurde eine tägliche Verbindung zwischen Hamburg und Paris angeboten.
Zugnummer: 242/243 (bis 1998) | 234/235 (1997)
| Laufweg |
| --- |
| Hamburg-Altona – Hamburg Dammtor – Hamburg – Hamburg-Harburg – Bremen – Liège-Guillemins – Namur – Charleroi Süd – Jeumont – Maubeuge – Paris-Nord |

##### Köln – Portbou
In der Sommersaison verband ein täglicher Zug Köln mit Portbou. Bis 2000 wurde diese Verbindung angeboten. In Gegenrichtung begann er im französischen Grenzbahnhof Hendaye.
Zugnummer: 1273
| Laufweg |
| --- |
| Köln – Bonn-Beuel – Koblenz – Trier – Wasserbillig – Luxembourg – Bettembourg – Thionville – Uckange – Hagondange – Metz – Nancy – Toul – Neufchâteau – Culmont-Chalindrey – Dijon – Lyon-Perrache – Valence – Avignon – Nimes – Montpellier-Saint-Roch – Sète – Agde – Béziers – Narbonne – Perpignan – Argelès-sur-Mer – Port-Vendres – Cerbère – Portbou |

##### Leipzig – Warschau
Bis 1995 bestand eine tägliche Verbindung zwischen Leipzig und Warschau.
Zugnummer: 451/452 (bis 1999) | 453 (bis 2009)
| Laufweg |
| --- |
| Leipzig – Wurzen – Oschatz – Riesa – Dresden-Neustadt – Bautzen – Löbau – Görlitz – Zgorzelec – Węgliniec – Wrocław – Łódź Kaliska – Warszawa – Warszawa Wschodnia |

Von 1996 bis 2003 begann der Zug seine Fahrt erst in Dresden.
| Laufweg                                |
| -------------------------------------- |
| Dresden – Dresden-Neustadt – Bautzen – |

##### München – Ancona
Bis 2001 verkehrten täglich Züge zwischen München und Verona. Teilweise fuhren diese noch weiter bis Ancona oder bis Pescara.
Zugnummer: 488/489 (1994) | 1288/1289 (bis 2001)
| Laufweg |
| --- |
| München – Rosenheim – Kufstein – Wörgl – Jenbach – Innsbruck – Matrei – Steinach – Brenner – Sterzing – Franzensfeste – Brixen – Klausen – Bozen – Auer – Mezzocorona – Trento – Rovereto – Verona Porta Nuova – Bologna – Forli – Cesena – Rimini – Riccione – Pesaro – Fano – Ancona – San Benedetto – Pescara |

##### Prag – Paris
Bis 1997 gab es eine tägliche Verbindung zwischen Prag und Paris.
Zugnummer: 1251/1252
| Laufweg |
| --- |
| Praha – Praha-Holešovice – Ústí nad Labem – Děčín – Bad Schandau – Dresden – Dresden-Neustadt – Leipzig – Erfurt – Saarbrücken – Forbach – Metz – Paris-Est |

##### Saarbrücken – Lyon
Freitags und sonntags verkehrte dieser Zug zwischen Saarbrücken und Lyon von 1997 bis 1999.
Zugnummer: 6106/6607
| Laufweg |
| --- |
| Saarbrücken – Forbach – St. Avold – Metz – Nancy – Toul – Neufchâteau – Culmont-Chalindrey – Dijon – Chalon-sur-Saône – Mâcon – Lyon-Part-Dieu – Lyon-Perrache |

##### Saarbrücken – Nizza
Bis 1997 existierte in der Sommersaison ein täglicher Zug zwischen Saarbrücken und Nizza.
Zugnummer: 6138/6631
| Laufweg                                                                |
| ---------------------------------------------------------------------- |
| Saarbrücken – Forbach – Metz – Nancy – Marseilles-Saint-Charles – Nice |

##### Stuttgart – Lecce
Bis 1994 bestand eine tägliche Verbindung zwischen Stuttgart und Lecce.
Zugnummer: 388/389 (1994) | 1082/1083 (1995) | 1188/1189 (1996–1999)
| Laufweg |
| --- |
| Stuttgart – Böblingen – Horb – Rottweil – Tuttlingen – Singen – Schaffhausen – Bülach – Zürich – Bellinzona – Chiasso – Como – Milano – Bologna – Ancona – Pescara – Bari – Brindisi – Lecce |

1995 gab es eine Verbindung zwischen Singen und Lecce. Dieser Zug fuhr nur an einigen Freitagen und Samstagen.
| Laufweg |
| --- |
| Singen – Schaffhausen – Zürich – Zug – Arth-Goldau – Bellinzona – Lugano – Chiasso – Milano Lambrate – Bari – Brindisi – Lecce |

### DZ
Der DZ (Zug des Sonder- und Charterverkehrs) war eine Zuggattung, die es in den Jahren von 1999 bis 2001 sowie 2007 gab.

#### Ferienexpress/Ferieekspres
2000 gab es mit dem DZ Ferienexpress/Ferieekspres freitags eine saisonale Verbindung zwischen Hamburg und Venedig.
Zugnummer: 13418/13419
| Laufweg |
| --- |
| Hamburg Dammtor – Hamburg – Hamburg-Harburg – Lüneburg – Uelzen – Celle – Hannover – Kreiensen – Göttingen – Fulda – Kufstein – Wörgl – Brixlegg – Jenbach – Schwaz – Innsbruck – Steinach – Sterzing – Franzensfeste – Brixen – Klausen – Waidbruck – Bozen – Trento – Rovereto – Verona – Padova – Venezia Mestre – Venezia Santa Lucia |

#### SchneeExpress
Der DZ SchneeExpress existierte 1999 und 2007. Er verkehrte in der Wintersaison freitags zwischen Hamburg und Bludenz. 1999 trug er allerdings keine eigene Bezeichnung.
Zugnummer: 13484/13485 (1999; 2001) | 13264/13265 (2007)
| Laufweg |
| --- |
| Hamburg-Altona – Hamburg – Hamburg-Harburg – Lüneburg – Uelzen – Celle – Hannover – Kreiensen – Göttingen – Kufstein – Wörgl – Jenbach – Innsbruck – Telfs-Pfaffenhofen – Ötztal – Imst-Pitztal – Landeck – St. Anton – Langen – Bludenz |

2007 freitags eine saisonale Verbindung zwischen Padborg und Bludenz mit anderem Laufweg.
| Laufweg |
| --- |
| Padborg – Hamburg Dammtor – Hamburg – Bremen – Diepholz – Osnabrück – Münster – Dortmund – Essen – Duisburg – Düsseldorf – Köln – Bonn – Koblenz – Bingen – Kufstein – Wörgl – Jenbach – Innsbruck – Ötztal – Imst-Pitztal – Landeck – St. Anton |

#### DZ ohne Namen

##### Dortmund– Rimini
2000 und 2001 gab es sonntags eine saisonale Verbindung zwischen Dortmund und Rimini. Einige Züge wurden bis Pesaro verlängert. Bis 2003 gab es die Verbindung noch als UEx.
Zugnummer: 13326/13327
| Laufweg |
| --- |
| Dortmund – Bochum – Essen – Duisburg – Düsseldorf – Köln Messe/Deutz – Bonn-Beuel – Koblenz – Mainz – Frankfurt Süd – Würzburg – Cervia-Milano Marittima – Cesenatico – Gatteo – Igea – Rimini Torre Pe. – Rimini – Riccione – Cattolica S Gio. – Pesaro |

##### Hamburg– Fonyód
Sonntags existierte in der Saison eine Verbindung zwischen Hamburg und Fonyód in den Jahren 2000 und 2001.
Zugnummer: 13426/13427
| Laufweg |
| --- |
| Hamburg-Altona – Hamburg – Hamburg-Harburg – Uelzen – Celle – Hannover – Kreiensen – Göttingen – Fulda – Würzburg – Kelenföld – Székesfehérvár – Balatonaliga – Szabadisisto – Siófok – Zamardi – Balatonföldvár – Balatonszemes – Balatonlelle – Balatonboglar – Fonyód |

### ICN
Die Zuggattung ICN (InterCityNight) existierte von 1994 bis 1998. Er fuhr ausschließlich in Deutschland.

#### ICN Meteor
Der ICN Meteor existierte von 1996 bis 1998 zwischen Hamburg und München und fuhr täglich.
Zugnummer: 1588/1589
| Laufweg |
| --- |
| Hamburg Altona – Hamburg Dammtor – Hamburg – Hamburg-Harburg – Bremen – Hannover – Augsburg – München – München Ost |

#### ICN ohne Namen

##### Berlin – München
Von 1994 bis 1998 existierte eine tägliche Verbindung zwischen Berlin und München.
Zugnummer: 1900/1901 (1994 – 1995) | 1500/1501 (1996 – 1998)
| Laufweg                                                                           |
| --------------------------------------------------------------------------------- |
| Berlin-Charlottenburg – Berlin-Wannsee – Halle – Augsburg – München – München Ost |

1998 sah der Laufweg in Berlin wie folgt aus:
| Laufweg                                                                         |
| ------------------------------------------------------------------------------- |
| Berlin-Lichtenberg – Berlin Ost – Berlin Zoologischer Garten – Berlin-Wannsee – |

##### Berlin – Bonn
Bis 1997 verkehrte täglich ein Zug zwischen Berlin und Bonn
Zugnummer: 1944/1945 (1995) | 1544/1545 (1996 – 1997) | 1543/1544 (1998)
| Laufweg |
| --- |
| Berlin-Charlottenburg – Berlin-Wannsee – Dortmund – Essen – Duisburg – Düsseldorf – Köln – Bonn – Bonn-Bad Godesberg |

1998 wurden die Züge bis Frankfurt (Main) verlängert.
| Laufweg |
| --- |
| Berlin-Lichtenberg – Berlin Ost – Berlin Zoologischer Garten – Berlin-Wannsee – Potsdam – Magdeburg – Dortmund – Essen – Duisburg – Düsseldorf – Köln – Bonn – Koblenz – Mainz – Frankfurt |

### NZ

#### NZ Pluto
Zwischen Berlin und München bestand mit dem Pluto eine tägliche Verbindung. 2009 verkehrte er unter dem Namen „Capella“.
Zugnummer: 1400/1401 (2006 – 2007) | 1200/1201 (2008 – 2009) | 1210/1211 (2009)
| Laufweg |
| --- |
| Berlin-Lichtenberg – Berlin Ost – Berlin – Berlin Zoologischer Garten – Berlin-Wannsee – Halle – Fürth – Augsburg – München – München Ost |

#### NZ Meteor
Im Zeitraum von 2006 bis 2009 bestand mit dem Meteor eine tägliche Verbindung zwischen Hamburg und München. 2009 fuhr der Zug unter dem Namen „Pyxis“.
Zugnummer: 1488/1489 (2006 – 2007) | 1288/1289 (2008 – 2009)
| Laufweg |
| --- |
| Hamburg Altona – Hamburg Dammtor – Hamburg – Hamburg-Harburg – Bremen – Hannover – Augsburg – München – München Ost |

### UEx
Bei der Zuggattung UEx (UrlaubsExpress) handelt es sich um saisonale Ergänzungszüge, die sowohl tagsüber als auch nachts verkehrten. Die nächtlichen Verbindungen existierten von 2003 bis 2008.

#### UEx Dolomitenexpress
Der Uex Dolomitenexpress verkehrte saisonal freitags teils bis Bozen, Meran oder bis Venedig. Er wurde von 2003 bis 2005 angeboten.
Zugnummer: 1124/1125 (2003 – 2005) | 1126/1227 (2003) | 1128/1129 (2003 – 2005)
| Laufweg |
| --- |
| Dortmund – Bochum – Essen – Duisburg – Düsseldorf – Köln – Bonn – Koblenz – Mainz – Frankfurt Süd – Würzburg – München Ost – Rosenheim – Kufstein – Wörgl – Jenbach – Innsbruck – Matrei – Steinach – Brenner – Sterzing – Franzensfeste – Brixen – Bozen – Trento – Rovereto – Verona – Vicenza – Padova – Venezia Mestre – Venezia Santa Lucia |

#### UEx ohne Namen

##### Dortmund – Wörgl
Von 2004 bis 2008 mit Ausnahme 2005 bestand in der Saison sonntags eine Verbindung zwischen Dortmund und Wörgl. Ab München fuhr er 2004 mit einem UEx aus Hamburg vereinigt.
Zugnummer: 1120/1121 (2004) | 13364/13365 (2006 – 2008)
| Laufweg |
| --- |
| Dortmund – Bochum – Essen – Duisburg – Düsseldorf – Köln – Bonn – Koblenz – Mainz – Frankfurt Süd – München Ost – Rosenheim – Freilassing – Salzburg – Golling-Abtenau – Bischofshofen – St. Johann – Schwarzach-St. Veit – Zell – Maishofen-Saalbach – Saalfelden – Fieberbrunn – St. Johann – Kitzbühel – Kirchberg – Brixen – Westendorf – Hopfgarten – Wörgl |

2004 und 2005 gab es eine Verbindung von Hamburg nach Wörgl.
Zugnummer: 1198/1199
| Laufweg |
| --- |
| Hamburg-Altona – Hamburg-Dammtor – Hamburg – Hamburg-Harburg – Lüneburg – Uelzen – Celle – Hannover – Kreiensen – Göttingen – Bebra – Fulda – |

##### Hamburg – Klagenfurt
Zwischen Hamburg und Klagenfurt gab es sonntags eine saisonale Verbindung in den Jahren 2003 und 2004.
Zugnummer: 1192/1193 (2003) | 1195/1196 (2003) | 1194/1195 (2004) | 1198/1199 (2004 – 2005)
| Laufweg |
| --- |
| Hamburg-Altona – Hamburg-Dammtor – Hamburg – Hamburg-Harburg – Lüneburg – Uelzen – Celle – Hannover – Kreiensen – Göttingen – Fulda – Würzburg – München Ost – Rosenheim – Freilassing – Salzburg – Golling-Abtenau – Bischofshofen – St. Johann – Schwarzach-St. Veit – Dorfgastein – Bad Gastein – Mallnitz-Obervellach – Spittal-Millstättersee – Villach – Velden – Pörtschach – Krumpendorf – Klagenfurt |

2005 wurde bis Wörgl gefahren.
| Laufweg |
| --- |
| – Schwarzach-St. Veit – Zell – Maishofen-Saalbach – Saalfelden – Fieberbrunn – St. Johann – Kitzbühel – Kirchberg – Brixen – Westendorf – Hopfgarten – Wörgl |

2003 begann an einigen Tagen die Fahrt bereits in Fredericia.
| Laufweg                                                                |
| ---------------------------------------------------------------------- |
| Fredericia – Kolding – Vojens – Padborg – Flensburg – Hamburg-Altona – |

##### Hamburg – Bludenz
Diese saisonale Verbindung zwischen Hamburg und Bludenz gab es von 2003 bis 2008.
Zugnummer: 13484/13485 (2003) | 13488/13489 (2004 – 2006) | 13354/13355 (2007 – 2008)
| Laufweg |
| --- |
| Hamburg-Altona – Hamburg-Dammtor – Hamburg – Hamburg-Harburg – Lüneburg – Uelzen – Celle – Hannover – Kreiensen – Göttingen – Kufstein – Wörgl – Jenbach – Innsbruck – Telfs-Pfaffenhofen – Ötztal – Imst-Pitztal – Landeck – St. Anton – Langen – Bludenz |

##### Hamburg – Rijeka
Freitags existierte eine saisonale Verbindung zwischen Hamburg und Rijeka im Jahre 2005.
Zugnummer: 1194/1195
| Laufweg |
| --- |
| Hamburg-Altona – Hamburg-Dammtor – Hamburg – Hamburg-Harburg – Stelle – Lüneburg – Uelzen – Celle – Hannover – Kreiensen – Göttingen – Bebra – Fulda – Salzburg – Golling-Abtenau – Bischofshofen – St. Johann – Schwarzach-St. Veit – Dorfgastein – Bad Gastein – Mallnitz-Obervellach – Spittal-Millstättersee – Villach – Rosenbach – Jesenice – Lesce-Bled – Ljubljana – Postojna – Ilinska Bistrica – Sapjane – Opatija-Matulji – Rijeka |

2006 begann die Fahrt in Dortmund statt in Hamburg.
Zugnummer: 1120/1121
| Laufweg |
| --- |
| Dortmund – Wanne-Eickel – Gelsenkirchen – Essen – Duisburg – Düsseldorf – Köln – Bonn-Beuel – Koblenz – Mainz – Frankfurt Süd – Salzburg – |

##### Hamburg – Karlsruhe
2004 und 2005 verband samstags in der Saison ein Zug Hamburg mit Karlsruhe. Ein Teil fuhr nach Brig und das andere nach Basel.
Zugnummer: 1984/1985 | 1294/1295 | 1274/1275
| Laufweg                                                                                               |
| --- |
| Hamburg-Altona – Hamburg-Dammtor – Hamburg – Hamburg-Harburg – Lüneburg – Uelzen – Celle – Hannover – |

| Laufweg                                                              |
| -------------------------------------------------------------------- |
| – Basel Bad Bf – Zürich Altstetten – Landquart – Chur                |
| – Basel Bad Bf – Spiez – Frutingen – Kandersteg – Goppenstein – Brig |

##### Hamburg – Telfs-Pfaffenhofen
2006 und 2007 verkehrte freitags in der Saison zwischen Hamburg und Telfs-Pfaffenhofen. Der Laufweg dieses Zuges unterschied sich von dem des Zuges zwischen Hamburg und Bludenz.
Zugnummer: 1214/1215
| Laufweg |
| --- |
| Hamburg – Hamburg-Harburg – Bremen – Osnabrück – Münster – Essen – Duisburg – Düsseldorf – Köln – Bonn-Beuel – Koblenz – Feldkirch – Bludenz – Langen – Landeck – Imst-Pitztal – Ötztal – Telfs-Pfaffenhofen |

2005 begannen die Züge ihre Fahrt in Dortmund. Die Zugnummer war die gleiche.
| Laufweg            |
| ------------------ |
| Dortmund – Essen – |

##### Hamburg – Bozen
Im Zeitraum von 2006 bis 2008 verkehrte freitags saisonal ein Zug zwischen Hamburg und Bozen.
Zugnummer: 13374/13375
| Laufweg |
| --- |
| Hamburg-Altona – Hamburg-Dammtor – Hamburg – Hamburg-Harburg – Lüneburg – Uelzen – Celle – Hannover – Kreiensen – Göttingen – Bebra – Fulda – Kufstein – Wörgl – Jenbach – Innsbruck – Matrei – Steinach – Brenner – Sterzing – Franzensfeste – Brixen – Bozen |

2006 fuhr ein Zug noch weiter bis Venedig.
Zugnummer: 13380/13381
| Laufweg                                                                                |
| -------------------------------------------------------------------------------------- |
| – Trento – Rovereto – Verona – Vicenza – Padova – Venezia Mestre – Venezia Santa Lucia |

##### Fredericia – Bourg-St-Maurice
2006 fuhr freitags in der Saison ein Zug zwischen Fredericia und Bourg-St-Maurice.
Zugnummer: 1273/1274
| Laufweg |
| --- |
| Fredericia – Kolding – Padborg – Hamburg-Altona – Hamburg Dammtor – Hamburg – Lüneburg – Uelzen – Celle – Hannover – Göttingen – Kassel-Wilhelmshöhe – Bern – Genf – Albertville – Mountiers-Salins – Bourg-St-Maurice |

##### Høje Taastrup – Saint Michel Valloire
2007 verkehrte freitags saisonal ein Zug zwischen Høje Taastrup und Saint Michel Valloire.
Zugnummer: 1273/1274
| Laufweg |
| --- |
| Høje Taastrup – Ringsted – Odense – Fredericia – Kolding – Padborg – Hamburg Dammtor – Hamburg – Lüneburg – Hannover – Göttingen – Kassel-Wilhelmshöhe – Lausanne – Genf – Chambery – St. Pierre – St. Michel Valloire |

##### München – Pescara
Von 2003 bis 2005 gab es eine saisonale Verbindung zwischen München und Pescara. 2006 wurde noch bis Ancona gefahren.
Zugnummer: 1288/1289
| Laufweg |
| --- |
| München – München Ost – Rosenheim – Kufstein – Wörgl – Jenbach – Innsbruck – Matrei – Steinach – Brenner – Sterzing – Franzensfeste – Brixen – Bozen – Trento – Rovereto – Verona – Bologna – Forli – Cesena – Rimini – Riccione – Cattolica – Pesaro – Fano – Senigallia – Ancona – Civitanova – Porto – San Benedetto – Alba Adriatica – Giulianova – Pescara |

### NEX
Von Juli 2020 bis 28. Juli 2022 bot RDC Autozug Nachtzüge von Sylt nach Salzburg und zum Bodensee (bzw. zumindest 2022 nach Lörrach in Ergänzung zum Autoreisezug Hamburg – Lörrach des gleichen Anbieters) an. Die Züge waren anfangs ausschließlich mit Liegewagen unterwegs, zumindest 2022 wurden auch Schlaf- und Sitzwagen angeboten. Die Züge fuhren zunächst vereint bis nach Göttingen und wurden dort getrennt, zumindest 2022 erfolgte die Trennung in Bebra.

#### NEX Sylt – Konstanz
| Laufweg |
| --- |
| Sylt – Niebüll – Husum – Heide – Hamburg Altona – Hamburg – Hannover – Göttingen – Frankfurt Süd – Darmstadt – Heidelberg – Ludwigsburg – Böblingen – Rottweil – Tuttlingen – Singen – Radolfzell – Konstanz |

#### NEX Sylt – Lörrach
| Laufweg |
| --- |
| Sylt – Niebüll – Husum – Heide – Hamburg – Frankfurt Süd – Mannheim – Karlsruhe – Freiburg im Breisgau – Basel Bad – Lörrach |

#### NEX Sylt – Salzburg
| Laufweg |
| --- |
| Sylt – Niebüll – Husum – Heide – Hamburg Altona – Hamburg – Hannover – Göttingen – Nürnberg – Augsburg – Pasing – München-Ost – Rosenheim – Prien – Traunstein – Freilassing – Salzburg |

| Laufweg 2022 |
| --- |
| Sylt – Niebüll – Husum – Heide – Hamburg – Nürnberg – Augsburg – München-Ost – Rosenheim – Prien – Freilassing – Salzburg |

### Flixtrain

#### FLX N35 München – Hamburg
Ab Juni 2021 verband ein Nachtzugpaar von Flixtrain München mit Hamburg. Im Winterfahrplan 2021/22 war diese Verbindung bereits nicht mehr aufgelistet und daher bereits nach einem halben Jahr wieder eingestellt.
| Laufweg |
| --- |
| München – München-Pasing – Augsburg – Nürnberg – Erlangen – Bamberg – Saalfeld – Jena Paradies – Naumburg – Leipzig – Berlin Südkreuz – Berlin – Berlin-Spandau – Hamburg |